# Каспаров Гаррі Кімович
Га́ррі Кімович Каспа́ров (прізвище при народженні Вайнште́йн; нар. 13 квітня 1963, Баку, Азербайджанська РСР) — радянський та російський шахіст єврейсько-вірменського походження, тринадцятий чемпіон світу з шахів, наймолодший загальновизнаний чемпіон світу, шаховий літератор і політик. Деякі експерти вважають Каспарова найкращим шахістом усіх часів. Міжнародний гросмейстер (1980), заслужений майстер спорту СРСР (1985), чемпіон СРСР (1981, 1988), чемпіон Росії (2004). Восьмиразовий переможець Всесвітніх Шахових олімпіад: чотири рази у складі команди СРСР (1980, 1982, 1986, 1988) та чотири рази у складі команди Росії (1992, 1994, 1996, 2002). Володар одинадцяти шахових «Оскарів» (призів найкращому шахісту року). Каспаров одноосібно очолював рейтинг ФІДЕ з 1985 по 2006 рік із двома короткими перервами: в 1994 році його виключили з рейтингу відповідно до рішення ФІДЕ, прийнятого 1993 року, а в січні 1996 року Каспаров мав такий самий рейтинг, як і Володимир Крамник. 1999 року Гаррі Каспаров досягнув рекордного рейтингу, а саме — 2851 очко, який тримався 13,5 років, поки не був побитий Магнусом Карлсеном.
Каспаров став чемпіоном світу 1985 року, перемігши Анатолія Карпова. Протистояння «двох К» тривало від середини 1980-х до початку 1990-х, за цей час Карпов і Каспаров зіграли п'ять матчів за звання чемпіона світу. 1993 року Каспаров і новий претендент Найджел Шорт вийшли з ФІДЕ і провели матч під егідою нової організації — ПША. ФІДЕ позбавила Каспарова титулу, і до 2006 року існувало два чемпіони світу — за версією ФІДЕ і за «класичною» версією. 2000 року Каспаров програв матч за першість світу Володимиру Крамнику.
2005 року Гаррі заявив, що закінчує шахову кар'єру для того, щоби присвятити себе політичній діяльності. Брав участь у низці опозиційних рухів: був головою Об'єднаного громадянського фронту, одним із співголів Всеросійського громадянського конгресу, депутатом Національної асамблеї Російської Федерації. 2008 року став одним із засновників і членом Федерального бюро Об'єднаного демократичного руху «Солідарність», проте 2013 року вийшов зі складу його керівних органів. У жовтні 2012 року обраний до Координаційної ради російської опозиції. У червні 2013 року заявив про від'їзд із Росії і про продовження боротьби з режимом Путіна на міжнародній арені. З 2011 року очолює Міжнародну раду «Фонду захисту прав людини» в Нью-Йорку. 2014 року брав участь у виборах президента ФІДЕ і програв чинному президенту Кірсану Ілюмжинову.
Активний противник путінського режиму та війни в Україні, на даний момент є політичним втікачем та переховується в Хорватії, громадянином якої є з 2014-го року.

## Дитинство
Гаррі Вайнштейн народився в Баку 13 квітня 1963 року. Його батько — Кім Мойсейович Вайнштейн — був за професією інженером-енергетиком, мама — Клара (Аїда) Шагенівна Каспарова — інженером, спеціалісткою з автоматики і телемеханіки. Каспаров — єврейського походження по батьковій лінії та вірменського — по материнській. Дідусь Гаррі — Мойсей Рубінович Вайнштейн (1906—1963) — був відомим бакинським композитором і диригентом, завідувачем музичної частини декількох драматичних театрів міста. Уся сім'я з батькового боку була музичною: молодший брат тата Леонід Мойсейович Вайнштейн — також композитор, заслужений діяч мистецтв Азербайджану, бабуся — учитель музики в середній школі. Двоюрідний брат Тимур Вайнштейн — телепродюсер.
Батьки Гаррі захоплювались шахами і розв'язували шахові задачі, що публікували в газеті. Син часто слідкував за ними й одного разу підказав розв'язок; йому було п'ять років. Після цього тато навчив його грати. Регулярні заняття шахами Гаррі почав у бакинському Палаці піонерів у віці семи років, його першим тренером став майстер Олег Ісаакович Приворотський. У цьому ж віці він втратив батька, який помер від лімфосаркоми. Клара Шагенівна після смерті чоловіка повністю присвятила себе шаховій кар'єрі сина. 1975 року, коли Гаррі було 12, мати змінила прізвище сина з батькового Вайнштейн на Каспаров. Це зробили зі згоди родичів задля полегшення подальшої кар'єри юного, але вже амбіційного шахіста, якій міг завадити антисемітизм, що існував у СРСР. 1977 року Гаррі Каспаров вступив до ВЛКСМ.

## Шахова кар'єра

### Початок шахової кар'єри та отримання звання гросмейстера

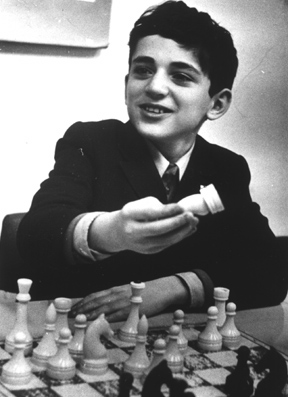
Гарік Вайнштейн в 11 років (1974 рік)

У віці десяти років на юнацьких змаганнях у Вільнюсі Гаррі познайомився з майстром Олександром Нікітіним, який надовго став його тренером. До 1976 року Нікітін періодично консультував і давав письмові завдання юнаку, а згодом вони почали працювати в команді на постійній основі. За його рекомендацією у серпні 1973 року Гаррі приїхав на огляд у шахову школу екс-чемпіона світу Михайла Ботвинника і був туди зарахований. Ботвинник домігся того, щоб юний шахіст займався за індивідуальним планом, а згодом — отримував стипендію. У 1974 році в Москві на турнірі Палаців піонерів (це був шаховий турнір, у якому дитячу команду кожного Палацу очолював гросмейстер, який давав сеанс одночасної гри іншим командам) Гаррі переміг гросмейстера Юрія Авербаха. На початку наступного року Гаррі взяв участь у юнацькій першості країни, граючи проти старших на 6-7 років опонентів. У Ленінграді на новому турнірі Палаців піонерів на сеансі проти чемпіона світу Анатолія Карпова домігся рівної позиції, але помилився і програв. У цьому ж турнірі на сеансі проти Віктора Корчного домігся нічиї.
На початку 1976 року, у віці дванадцяти років, Гаррі Каспаров одержав перемогу на чемпіонаті СРСР з шахів серед юнаків, більшість учасників якого були старшими від Гаррі на декілька років. Опісля цього, оскільки Нікітін жив у Москві, постійним тренером Каспарова став бакинець майстер Олександр Шакаров. На початку 1977 року Каспаров знову переміг на юнацькій першості країни, цього разу з результатом 8½ із 9. На чемпіонаті світу серед кадетів, де вікову планку уже було знижено до 17 років, Каспаров посів третє місце. За три тури до кінця він ділив перше місце з майбутнім переможцем Йоном Арнасоном, але через втому решту партій звів унічию.
У січні 1978 року Каспаров виграв меморіал Сокольського у Мінську та отримав звання майстра спорту з шахів. Норму майстра він виконав ще за п'ять турів до кінця, а в останньому турі переміг Анатолія Лутікова — це була перша турнірна зустріч Каспарова з гросмейстером. У віці 15-ти років Каспаров став асистентом Ботвинника. У липні він посів перше місце на відбірковому турнірі у Даугавпілсі та здобув право дебютувати у фіналі чемпіонату СРСР. Фінал відбувся наприкінці року. Каспаров у 17 партіях набрав 50 %, що дозволило наступного року не проходити відбір. У квітні 1979 року Каспаров взяв участь у турнірі в Баня-Луці (Югославія). Шістнадцятирічний майстер, що не мав рейтингу, за наполяганням Ботвинника був допущеним на турнір, чотирнадцять з шістнадцяти учасників якого були гросмейстерами. У підсумку Каспаров сенсаційно посів перше місце, не програвши жодної партії й забезпечив загальну перемогу за два тури до кінця. На 2 очки відстали Смейкал і Андерсон, на 2½ — Петросян. У Баня-Луці Гаррі здобув перший гросмейстерський бал. Уперше отримавши міжнародний рейтинг, Каспаров відразу потрапив на 15-те місце у рейтинговому списку. Після повернення до Баку Каспарова прийняв впливовий політик Гейдар Алієв, перший секретар ЦК Компартії Азербайджану і кандидат у члени Політбюро ЦК КПРС. Починаючи з того часу, Алієв почав протегувати Каспарова. Наприкінці року на 47-му чемпіонаті СРСР Каспаров стартував із трьома перемогами. Опісля цього пішов спад (шість нічиїх і три поразки при одній перемозі), але сильний фініш дозволив йому поділити 3-4 місця з 10 очками з 17. Переміг у турнірі ветеран Юхим Геллер.
|   | a | b | c | d | e | f | g | h |   |
| 8 | a8 чорний ферзь · c8 чорна тура · f8 чорна тура · g8 чорний король · b7 чорний слон · g7 чорний пішак · h7 чорний пішак · f6 чорний пішак · a5 чорний пішак · d5 чорний пішак · f5 білий пішак · b4 чорний слон · e4 білий пішак · g4 білий ферзь · d3 білий слон · b2 білий слон · g2 білий пішак · h2 білий пішак · b1 біла тура · f1 біла тура · h1 білий король | a8 чорний ферзь · c8 чорна тура · f8 чорна тура · g8 чорний король · b7 чорний слон · g7 чорний пішак · h7 чорний пішак · f6 чорний пішак · a5 чорний пішак · d5 чорний пішак · f5 білий пішак · b4 чорний слон · e4 білий пішак · g4 білий ферзь · d3 білий слон · b2 білий слон · g2 білий пішак · h2 білий пішак · b1 біла тура · f1 біла тура · h1 білий король | a8 чорний ферзь · c8 чорна тура · f8 чорна тура · g8 чорний король · b7 чорний слон · g7 чорний пішак · h7 чорний пішак · f6 чорний пішак · a5 чорний пішак · d5 чорний пішак · f5 білий пішак · b4 чорний слон · e4 білий пішак · g4 білий ферзь · d3 білий слон · b2 білий слон · g2 білий пішак · h2 білий пішак · b1 біла тура · f1 біла тура · h1 білий король | a8 чорний ферзь · c8 чорна тура · f8 чорна тура · g8 чорний король · b7 чорний слон · g7 чорний пішак · h7 чорний пішак · f6 чорний пішак · a5 чорний пішак · d5 чорний пішак · f5 білий пішак · b4 чорний слон · e4 білий пішак · g4 білий ферзь · d3 білий слон · b2 білий слон · g2 білий пішак · h2 білий пішак · b1 біла тура · f1 біла тура · h1 білий король | a8 чорний ферзь · c8 чорна тура · f8 чорна тура · g8 чорний король · b7 чорний слон · g7 чорний пішак · h7 чорний пішак · f6 чорний пішак · a5 чорний пішак · d5 чорний пішак · f5 білий пішак · b4 чорний слон · e4 білий пішак · g4 білий ферзь · d3 білий слон · b2 білий слон · g2 білий пішак · h2 білий пішак · b1 біла тура · f1 біла тура · h1 білий король | a8 чорний ферзь · c8 чорна тура · f8 чорна тура · g8 чорний король · b7 чорний слон · g7 чорний пішак · h7 чорний пішак · f6 чорний пішак · a5 чорний пішак · d5 чорний пішак · f5 білий пішак · b4 чорний слон · e4 білий пішак · g4 білий ферзь · d3 білий слон · b2 білий слон · g2 білий пішак · h2 білий пішак · b1 біла тура · f1 біла тура · h1 білий король | a8 чорний ферзь · c8 чорна тура · f8 чорна тура · g8 чорний король · b7 чорний слон · g7 чорний пішак · h7 чорний пішак · f6 чорний пішак · a5 чорний пішак · d5 чорний пішак · f5 білий пішак · b4 чорний слон · e4 білий пішак · g4 білий ферзь · d3 білий слон · b2 білий слон · g2 білий пішак · h2 білий пішак · b1 біла тура · f1 біла тура · h1 білий король | a8 чорний ферзь · c8 чорна тура · f8 чорна тура · g8 чорний король · b7 чорний слон · g7 чорний пішак · h7 чорний пішак · f6 чорний пішак · a5 чорний пішак · d5 чорний пішак · f5 білий пішак · b4 чорний слон · e4 білий пішак · g4 білий ферзь · d3 білий слон · b2 білий слон · g2 білий пішак · h2 білий пішак · b1 біла тура · f1 біла тура · h1 білий король | 8 |
| 7 | a8 чорний ферзь · c8 чорна тура · f8 чорна тура · g8 чорний король · b7 чорний слон · g7 чорний пішак · h7 чорний пішак · f6 чорний пішак · a5 чорний пішак · d5 чорний пішак · f5 білий пішак · b4 чорний слон · e4 білий пішак · g4 білий ферзь · d3 білий слон · b2 білий слон · g2 білий пішак · h2 білий пішак · b1 біла тура · f1 біла тура · h1 білий король | a8 чорний ферзь · c8 чорна тура · f8 чорна тура · g8 чорний король · b7 чорний слон · g7 чорний пішак · h7 чорний пішак · f6 чорний пішак · a5 чорний пішак · d5 чорний пішак · f5 білий пішак · b4 чорний слон · e4 білий пішак · g4 білий ферзь · d3 білий слон · b2 білий слон · g2 білий пішак · h2 білий пішак · b1 біла тура · f1 біла тура · h1 білий король | a8 чорний ферзь · c8 чорна тура · f8 чорна тура · g8 чорний король · b7 чорний слон · g7 чорний пішак · h7 чорний пішак · f6 чорний пішак · a5 чорний пішак · d5 чорний пішак · f5 білий пішак · b4 чорний слон · e4 білий пішак · g4 білий ферзь · d3 білий слон · b2 білий слон · g2 білий пішак · h2 білий пішак · b1 біла тура · f1 біла тура · h1 білий король | a8 чорний ферзь · c8 чорна тура · f8 чорна тура · g8 чорний король · b7 чорний слон · g7 чорний пішак · h7 чорний пішак · f6 чорний пішак · a5 чорний пішак · d5 чорний пішак · f5 білий пішак · b4 чорний слон · e4 білий пішак · g4 білий ферзь · d3 білий слон · b2 білий слон · g2 білий пішак · h2 білий пішак · b1 біла тура · f1 біла тура · h1 білий король | a8 чорний ферзь · c8 чорна тура · f8 чорна тура · g8 чорний король · b7 чорний слон · g7 чорний пішак · h7 чорний пішак · f6 чорний пішак · a5 чорний пішак · d5 чорний пішак · f5 білий пішак · b4 чорний слон · e4 білий пішак · g4 білий ферзь · d3 білий слон · b2 білий слон · g2 білий пішак · h2 білий пішак · b1 біла тура · f1 біла тура · h1 білий король | a8 чорний ферзь · c8 чорна тура · f8 чорна тура · g8 чорний король · b7 чорний слон · g7 чорний пішак · h7 чорний пішак · f6 чорний пішак · a5 чорний пішак · d5 чорний пішак · f5 білий пішак · b4 чорний слон · e4 білий пішак · g4 білий ферзь · d3 білий слон · b2 білий слон · g2 білий пішак · h2 білий пішак · b1 біла тура · f1 біла тура · h1 білий король | a8 чорний ферзь · c8 чорна тура · f8 чорна тура · g8 чорний король · b7 чорний слон · g7 чорний пішак · h7 чорний пішак · f6 чорний пішак · a5 чорний пішак · d5 чорний пішак · f5 білий пішак · b4 чорний слон · e4 білий пішак · g4 білий ферзь · d3 білий слон · b2 білий слон · g2 білий пішак · h2 білий пішак · b1 біла тура · f1 біла тура · h1 білий король | a8 чорний ферзь · c8 чорна тура · f8 чорна тура · g8 чорний король · b7 чорний слон · g7 чорний пішак · h7 чорний пішак · f6 чорний пішак · a5 чорний пішак · d5 чорний пішак · f5 білий пішак · b4 чорний слон · e4 білий пішак · g4 білий ферзь · d3 білий слон · b2 білий слон · g2 білий пішак · h2 білий пішак · b1 біла тура · f1 біла тура · h1 білий король | 7 |
| 6 | a8 чорний ферзь · c8 чорна тура · f8 чорна тура · g8 чорний король · b7 чорний слон · g7 чорний пішак · h7 чорний пішак · f6 чорний пішак · a5 чорний пішак · d5 чорний пішак · f5 білий пішак · b4 чорний слон · e4 білий пішак · g4 білий ферзь · d3 білий слон · b2 білий слон · g2 білий пішак · h2 білий пішак · b1 біла тура · f1 біла тура · h1 білий король | a8 чорний ферзь · c8 чорна тура · f8 чорна тура · g8 чорний король · b7 чорний слон · g7 чорний пішак · h7 чорний пішак · f6 чорний пішак · a5 чорний пішак · d5 чорний пішак · f5 білий пішак · b4 чорний слон · e4 білий пішак · g4 білий ферзь · d3 білий слон · b2 білий слон · g2 білий пішак · h2 білий пішак · b1 біла тура · f1 біла тура · h1 білий король | a8 чорний ферзь · c8 чорна тура · f8 чорна тура · g8 чорний король · b7 чорний слон · g7 чорний пішак · h7 чорний пішак · f6 чорний пішак · a5 чорний пішак · d5 чорний пішак · f5 білий пішак · b4 чорний слон · e4 білий пішак · g4 білий ферзь · d3 білий слон · b2 білий слон · g2 білий пішак · h2 білий пішак · b1 біла тура · f1 біла тура · h1 білий король | a8 чорний ферзь · c8 чорна тура · f8 чорна тура · g8 чорний король · b7 чорний слон · g7 чорний пішак · h7 чорний пішак · f6 чорний пішак · a5 чорний пішак · d5 чорний пішак · f5 білий пішак · b4 чорний слон · e4 білий пішак · g4 білий ферзь · d3 білий слон · b2 білий слон · g2 білий пішак · h2 білий пішак · b1 біла тура · f1 біла тура · h1 білий король | a8 чорний ферзь · c8 чорна тура · f8 чорна тура · g8 чорний король · b7 чорний слон · g7 чорний пішак · h7 чорний пішак · f6 чорний пішак · a5 чорний пішак · d5 чорний пішак · f5 білий пішак · b4 чорний слон · e4 білий пішак · g4 білий ферзь · d3 білий слон · b2 білий слон · g2 білий пішак · h2 білий пішак · b1 біла тура · f1 біла тура · h1 білий король | a8 чорний ферзь · c8 чорна тура · f8 чорна тура · g8 чорний король · b7 чорний слон · g7 чорний пішак · h7 чорний пішак · f6 чорний пішак · a5 чорний пішак · d5 чорний пішак · f5 білий пішак · b4 чорний слон · e4 білий пішак · g4 білий ферзь · d3 білий слон · b2 білий слон · g2 білий пішак · h2 білий пішак · b1 біла тура · f1 біла тура · h1 білий король | a8 чорний ферзь · c8 чорна тура · f8 чорна тура · g8 чорний король · b7 чорний слон · g7 чорний пішак · h7 чорний пішак · f6 чорний пішак · a5 чорний пішак · d5 чорний пішак · f5 білий пішак · b4 чорний слон · e4 білий пішак · g4 білий ферзь · d3 білий слон · b2 білий слон · g2 білий пішак · h2 білий пішак · b1 біла тура · f1 біла тура · h1 білий король | a8 чорний ферзь · c8 чорна тура · f8 чорна тура · g8 чорний король · b7 чорний слон · g7 чорний пішак · h7 чорний пішак · f6 чорний пішак · a5 чорний пішак · d5 чорний пішак · f5 білий пішак · b4 чорний слон · e4 білий пішак · g4 білий ферзь · d3 білий слон · b2 білий слон · g2 білий пішак · h2 білий пішак · b1 біла тура · f1 біла тура · h1 білий король | 6 |
| 5 | a8 чорний ферзь · c8 чорна тура · f8 чорна тура · g8 чорний король · b7 чорний слон · g7 чорний пішак · h7 чорний пішак · f6 чорний пішак · a5 чорний пішак · d5 чорний пішак · f5 білий пішак · b4 чорний слон · e4 білий пішак · g4 білий ферзь · d3 білий слон · b2 білий слон · g2 білий пішак · h2 білий пішак · b1 біла тура · f1 біла тура · h1 білий король | a8 чорний ферзь · c8 чорна тура · f8 чорна тура · g8 чорний король · b7 чорний слон · g7 чорний пішак · h7 чорний пішак · f6 чорний пішак · a5 чорний пішак · d5 чорний пішак · f5 білий пішак · b4 чорний слон · e4 білий пішак · g4 білий ферзь · d3 білий слон · b2 білий слон · g2 білий пішак · h2 білий пішак · b1 біла тура · f1 біла тура · h1 білий король | a8 чорний ферзь · c8 чорна тура · f8 чорна тура · g8 чорний король · b7 чорний слон · g7 чорний пішак · h7 чорний пішак · f6 чорний пішак · a5 чорний пішак · d5 чорний пішак · f5 білий пішак · b4 чорний слон · e4 білий пішак · g4 білий ферзь · d3 білий слон · b2 білий слон · g2 білий пішак · h2 білий пішак · b1 біла тура · f1 біла тура · h1 білий король | a8 чорний ферзь · c8 чорна тура · f8 чорна тура · g8 чорний король · b7 чорний слон · g7 чорний пішак · h7 чорний пішак · f6 чорний пішак · a5 чорний пішак · d5 чорний пішак · f5 білий пішак · b4 чорний слон · e4 білий пішак · g4 білий ферзь · d3 білий слон · b2 білий слон · g2 білий пішак · h2 білий пішак · b1 біла тура · f1 біла тура · h1 білий король | a8 чорний ферзь · c8 чорна тура · f8 чорна тура · g8 чорний король · b7 чорний слон · g7 чорний пішак · h7 чорний пішак · f6 чорний пішак · a5 чорний пішак · d5 чорний пішак · f5 білий пішак · b4 чорний слон · e4 білий пішак · g4 білий ферзь · d3 білий слон · b2 білий слон · g2 білий пішак · h2 білий пішак · b1 біла тура · f1 біла тура · h1 білий король | a8 чорний ферзь · c8 чорна тура · f8 чорна тура · g8 чорний король · b7 чорний слон · g7 чорний пішак · h7 чорний пішак · f6 чорний пішак · a5 чорний пішак · d5 чорний пішак · f5 білий пішак · b4 чорний слон · e4 білий пішак · g4 білий ферзь · d3 білий слон · b2 білий слон · g2 білий пішак · h2 білий пішак · b1 біла тура · f1 біла тура · h1 білий король | a8 чорний ферзь · c8 чорна тура · f8 чорна тура · g8 чорний король · b7 чорний слон · g7 чорний пішак · h7 чорний пішак · f6 чорний пішак · a5 чорний пішак · d5 чорний пішак · f5 білий пішак · b4 чорний слон · e4 білий пішак · g4 білий ферзь · d3 білий слон · b2 білий слон · g2 білий пішак · h2 білий пішак · b1 біла тура · f1 біла тура · h1 білий король | a8 чорний ферзь · c8 чорна тура · f8 чорна тура · g8 чорний король · b7 чорний слон · g7 чорний пішак · h7 чорний пішак · f6 чорний пішак · a5 чорний пішак · d5 чорний пішак · f5 білий пішак · b4 чорний слон · e4 білий пішак · g4 білий ферзь · d3 білий слон · b2 білий слон · g2 білий пішак · h2 білий пішак · b1 біла тура · f1 біла тура · h1 білий король | 5 |
| 4 | a8 чорний ферзь · c8 чорна тура · f8 чорна тура · g8 чорний король · b7 чорний слон · g7 чорний пішак · h7 чорний пішак · f6 чорний пішак · a5 чорний пішак · d5 чорний пішак · f5 білий пішак · b4 чорний слон · e4 білий пішак · g4 білий ферзь · d3 білий слон · b2 білий слон · g2 білий пішак · h2 білий пішак · b1 біла тура · f1 біла тура · h1 білий король | a8 чорний ферзь · c8 чорна тура · f8 чорна тура · g8 чорний король · b7 чорний слон · g7 чорний пішак · h7 чорний пішак · f6 чорний пішак · a5 чорний пішак · d5 чорний пішак · f5 білий пішак · b4 чорний слон · e4 білий пішак · g4 білий ферзь · d3 білий слон · b2 білий слон · g2 білий пішак · h2 білий пішак · b1 біла тура · f1 біла тура · h1 білий король | a8 чорний ферзь · c8 чорна тура · f8 чорна тура · g8 чорний король · b7 чорний слон · g7 чорний пішак · h7 чорний пішак · f6 чорний пішак · a5 чорний пішак · d5 чорний пішак · f5 білий пішак · b4 чорний слон · e4 білий пішак · g4 білий ферзь · d3 білий слон · b2 білий слон · g2 білий пішак · h2 білий пішак · b1 біла тура · f1 біла тура · h1 білий король | a8 чорний ферзь · c8 чорна тура · f8 чорна тура · g8 чорний король · b7 чорний слон · g7 чорний пішак · h7 чорний пішак · f6 чорний пішак · a5 чорний пішак · d5 чорний пішак · f5 білий пішак · b4 чорний слон · e4 білий пішак · g4 білий ферзь · d3 білий слон · b2 білий слон · g2 білий пішак · h2 білий пішак · b1 біла тура · f1 біла тура · h1 білий король | a8 чорний ферзь · c8 чорна тура · f8 чорна тура · g8 чорний король · b7 чорний слон · g7 чорний пішак · h7 чорний пішак · f6 чорний пішак · a5 чорний пішак · d5 чорний пішак · f5 білий пішак · b4 чорний слон · e4 білий пішак · g4 білий ферзь · d3 білий слон · b2 білий слон · g2 білий пішак · h2 білий пішак · b1 біла тура · f1 біла тура · h1 білий король | a8 чорний ферзь · c8 чорна тура · f8 чорна тура · g8 чорний король · b7 чорний слон · g7 чорний пішак · h7 чорний пішак · f6 чорний пішак · a5 чорний пішак · d5 чорний пішак · f5 білий пішак · b4 чорний слон · e4 білий пішак · g4 білий ферзь · d3 білий слон · b2 білий слон · g2 білий пішак · h2 білий пішак · b1 біла тура · f1 біла тура · h1 білий король | a8 чорний ферзь · c8 чорна тура · f8 чорна тура · g8 чорний король · b7 чорний слон · g7 чорний пішак · h7 чорний пішак · f6 чорний пішак · a5 чорний пішак · d5 чорний пішак · f5 білий пішак · b4 чорний слон · e4 білий пішак · g4 білий ферзь · d3 білий слон · b2 білий слон · g2 білий пішак · h2 білий пішак · b1 біла тура · f1 біла тура · h1 білий король | a8 чорний ферзь · c8 чорна тура · f8 чорна тура · g8 чорний король · b7 чорний слон · g7 чорний пішак · h7 чорний пішак · f6 чорний пішак · a5 чорний пішак · d5 чорний пішак · f5 білий пішак · b4 чорний слон · e4 білий пішак · g4 білий ферзь · d3 білий слон · b2 білий слон · g2 білий пішак · h2 білий пішак · b1 біла тура · f1 біла тура · h1 білий король | 4 |
| 3 | a8 чорний ферзь · c8 чорна тура · f8 чорна тура · g8 чорний король · b7 чорний слон · g7 чорний пішак · h7 чорний пішак · f6 чорний пішак · a5 чорний пішак · d5 чорний пішак · f5 білий пішак · b4 чорний слон · e4 білий пішак · g4 білий ферзь · d3 білий слон · b2 білий слон · g2 білий пішак · h2 білий пішак · b1 біла тура · f1 біла тура · h1 білий король | a8 чорний ферзь · c8 чорна тура · f8 чорна тура · g8 чорний король · b7 чорний слон · g7 чорний пішак · h7 чорний пішак · f6 чорний пішак · a5 чорний пішак · d5 чорний пішак · f5 білий пішак · b4 чорний слон · e4 білий пішак · g4 білий ферзь · d3 білий слон · b2 білий слон · g2 білий пішак · h2 білий пішак · b1 біла тура · f1 біла тура · h1 білий король | a8 чорний ферзь · c8 чорна тура · f8 чорна тура · g8 чорний король · b7 чорний слон · g7 чорний пішак · h7 чорний пішак · f6 чорний пішак · a5 чорний пішак · d5 чорний пішак · f5 білий пішак · b4 чорний слон · e4 білий пішак · g4 білий ферзь · d3 білий слон · b2 білий слон · g2 білий пішак · h2 білий пішак · b1 біла тура · f1 біла тура · h1 білий король | a8 чорний ферзь · c8 чорна тура · f8 чорна тура · g8 чорний король · b7 чорний слон · g7 чорний пішак · h7 чорний пішак · f6 чорний пішак · a5 чорний пішак · d5 чорний пішак · f5 білий пішак · b4 чорний слон · e4 білий пішак · g4 білий ферзь · d3 білий слон · b2 білий слон · g2 білий пішак · h2 білий пішак · b1 біла тура · f1 біла тура · h1 білий король | a8 чорний ферзь · c8 чорна тура · f8 чорна тура · g8 чорний король · b7 чорний слон · g7 чорний пішак · h7 чорний пішак · f6 чорний пішак · a5 чорний пішак · d5 чорний пішак · f5 білий пішак · b4 чорний слон · e4 білий пішак · g4 білий ферзь · d3 білий слон · b2 білий слон · g2 білий пішак · h2 білий пішак · b1 біла тура · f1 біла тура · h1 білий король | a8 чорний ферзь · c8 чорна тура · f8 чорна тура · g8 чорний король · b7 чорний слон · g7 чорний пішак · h7 чорний пішак · f6 чорний пішак · a5 чорний пішак · d5 чорний пішак · f5 білий пішак · b4 чорний слон · e4 білий пішак · g4 білий ферзь · d3 білий слон · b2 білий слон · g2 білий пішак · h2 білий пішак · b1 біла тура · f1 біла тура · h1 білий король | a8 чорний ферзь · c8 чорна тура · f8 чорна тура · g8 чорний король · b7 чорний слон · g7 чорний пішак · h7 чорний пішак · f6 чорний пішак · a5 чорний пішак · d5 чорний пішак · f5 білий пішак · b4 чорний слон · e4 білий пішак · g4 білий ферзь · d3 білий слон · b2 білий слон · g2 білий пішак · h2 білий пішак · b1 біла тура · f1 біла тура · h1 білий король | a8 чорний ферзь · c8 чорна тура · f8 чорна тура · g8 чорний король · b7 чорний слон · g7 чорний пішак · h7 чорний пішак · f6 чорний пішак · a5 чорний пішак · d5 чорний пішак · f5 білий пішак · b4 чорний слон · e4 білий пішак · g4 білий ферзь · d3 білий слон · b2 білий слон · g2 білий пішак · h2 білий пішак · b1 біла тура · f1 біла тура · h1 білий король | 3 |
| 2 | a8 чорний ферзь · c8 чорна тура · f8 чорна тура · g8 чорний король · b7 чорний слон · g7 чорний пішак · h7 чорний пішак · f6 чорний пішак · a5 чорний пішак · d5 чорний пішак · f5 білий пішак · b4 чорний слон · e4 білий пішак · g4 білий ферзь · d3 білий слон · b2 білий слон · g2 білий пішак · h2 білий пішак · b1 біла тура · f1 біла тура · h1 білий король | a8 чорний ферзь · c8 чорна тура · f8 чорна тура · g8 чорний король · b7 чорний слон · g7 чорний пішак · h7 чорний пішак · f6 чорний пішак · a5 чорний пішак · d5 чорний пішак · f5 білий пішак · b4 чорний слон · e4 білий пішак · g4 білий ферзь · d3 білий слон · b2 білий слон · g2 білий пішак · h2 білий пішак · b1 біла тура · f1 біла тура · h1 білий король | a8 чорний ферзь · c8 чорна тура · f8 чорна тура · g8 чорний король · b7 чорний слон · g7 чорний пішак · h7 чорний пішак · f6 чорний пішак · a5 чорний пішак · d5 чорний пішак · f5 білий пішак · b4 чорний слон · e4 білий пішак · g4 білий ферзь · d3 білий слон · b2 білий слон · g2 білий пішак · h2 білий пішак · b1 біла тура · f1 біла тура · h1 білий король | a8 чорний ферзь · c8 чорна тура · f8 чорна тура · g8 чорний король · b7 чорний слон · g7 чорний пішак · h7 чорний пішак · f6 чорний пішак · a5 чорний пішак · d5 чорний пішак · f5 білий пішак · b4 чорний слон · e4 білий пішак · g4 білий ферзь · d3 білий слон · b2 білий слон · g2 білий пішак · h2 білий пішак · b1 біла тура · f1 біла тура · h1 білий король | a8 чорний ферзь · c8 чорна тура · f8 чорна тура · g8 чорний король · b7 чорний слон · g7 чорний пішак · h7 чорний пішак · f6 чорний пішак · a5 чорний пішак · d5 чорний пішак · f5 білий пішак · b4 чорний слон · e4 білий пішак · g4 білий ферзь · d3 білий слон · b2 білий слон · g2 білий пішак · h2 білий пішак · b1 біла тура · f1 біла тура · h1 білий король | a8 чорний ферзь · c8 чорна тура · f8 чорна тура · g8 чорний король · b7 чорний слон · g7 чорний пішак · h7 чорний пішак · f6 чорний пішак · a5 чорний пішак · d5 чорний пішак · f5 білий пішак · b4 чорний слон · e4 білий пішак · g4 білий ферзь · d3 білий слон · b2 білий слон · g2 білий пішак · h2 білий пішак · b1 біла тура · f1 біла тура · h1 білий король | a8 чорний ферзь · c8 чорна тура · f8 чорна тура · g8 чорний король · b7 чорний слон · g7 чорний пішак · h7 чорний пішак · f6 чорний пішак · a5 чорний пішак · d5 чорний пішак · f5 білий пішак · b4 чорний слон · e4 білий пішак · g4 білий ферзь · d3 білий слон · b2 білий слон · g2 білий пішак · h2 білий пішак · b1 біла тура · f1 біла тура · h1 білий король | a8 чорний ферзь · c8 чорна тура · f8 чорна тура · g8 чорний король · b7 чорний слон · g7 чорний пішак · h7 чорний пішак · f6 чорний пішак · a5 чорний пішак · d5 чорний пішак · f5 білий пішак · b4 чорний слон · e4 білий пішак · g4 білий ферзь · d3 білий слон · b2 білий слон · g2 білий пішак · h2 білий пішак · b1 біла тура · f1 біла тура · h1 білий король | 2 |
| 1 | a8 чорний ферзь · c8 чорна тура · f8 чорна тура · g8 чорний король · b7 чорний слон · g7 чорний пішак · h7 чорний пішак · f6 чорний пішак · a5 чорний пішак · d5 чорний пішак · f5 білий пішак · b4 чорний слон · e4 білий пішак · g4 білий ферзь · d3 білий слон · b2 білий слон · g2 білий пішак · h2 білий пішак · b1 біла тура · f1 біла тура · h1 білий король | a8 чорний ферзь · c8 чорна тура · f8 чорна тура · g8 чорний король · b7 чорний слон · g7 чорний пішак · h7 чорний пішак · f6 чорний пішак · a5 чорний пішак · d5 чорний пішак · f5 білий пішак · b4 чорний слон · e4 білий пішак · g4 білий ферзь · d3 білий слон · b2 білий слон · g2 білий пішак · h2 білий пішак · b1 біла тура · f1 біла тура · h1 білий король | a8 чорний ферзь · c8 чорна тура · f8 чорна тура · g8 чорний король · b7 чорний слон · g7 чорний пішак · h7 чорний пішак · f6 чорний пішак · a5 чорний пішак · d5 чорний пішак · f5 білий пішак · b4 чорний слон · e4 білий пішак · g4 білий ферзь · d3 білий слон · b2 білий слон · g2 білий пішак · h2 білий пішак · b1 біла тура · f1 біла тура · h1 білий король | a8 чорний ферзь · c8 чорна тура · f8 чорна тура · g8 чорний король · b7 чорний слон · g7 чорний пішак · h7 чорний пішак · f6 чорний пішак · a5 чорний пішак · d5 чорний пішак · f5 білий пішак · b4 чорний слон · e4 білий пішак · g4 білий ферзь · d3 білий слон · b2 білий слон · g2 білий пішак · h2 білий пішак · b1 біла тура · f1 біла тура · h1 білий король | a8 чорний ферзь · c8 чорна тура · f8 чорна тура · g8 чорний король · b7 чорний слон · g7 чорний пішак · h7 чорний пішак · f6 чорний пішак · a5 чорний пішак · d5 чорний пішак · f5 білий пішак · b4 чорний слон · e4 білий пішак · g4 білий ферзь · d3 білий слон · b2 білий слон · g2 білий пішак · h2 білий пішак · b1 біла тура · f1 біла тура · h1 білий король | a8 чорний ферзь · c8 чорна тура · f8 чорна тура · g8 чорний король · b7 чорний слон · g7 чорний пішак · h7 чорний пішак · f6 чорний пішак · a5 чорний пішак · d5 чорний пішак · f5 білий пішак · b4 чорний слон · e4 білий пішак · g4 білий ферзь · d3 білий слон · b2 білий слон · g2 білий пішак · h2 білий пішак · b1 біла тура · f1 біла тура · h1 білий король | a8 чорний ферзь · c8 чорна тура · f8 чорна тура · g8 чорний король · b7 чорний слон · g7 чорний пішак · h7 чорний пішак · f6 чорний пішак · a5 чорний пішак · d5 чорний пішак · f5 білий пішак · b4 чорний слон · e4 білий пішак · g4 білий ферзь · d3 білий слон · b2 білий слон · g2 білий пішак · h2 білий пішак · b1 біла тура · f1 біла тура · h1 білий король | a8 чорний ферзь · c8 чорна тура · f8 чорна тура · g8 чорний король · b7 чорний слон · g7 чорний пішак · h7 чорний пішак · f6 чорний пішак · a5 чорний пішак · d5 чорний пішак · f5 білий пішак · b4 чорний слон · e4 білий пішак · g4 білий ферзь · d3 білий слон · b2 білий слон · g2 білий пішак · h2 білий пішак · b1 біла тура · f1 біла тура · h1 білий король | 1 |
|   | a | b | c | d | e | f | g | h |   |

Каспаров жертвує слона, отримуючи атаку, що базується на парі сильних прохідних пішаків: 27.С:f6! Л:f6 28.e5 Лh6 29.f6 Лc7 30.e6 Фd8 31.e7 Л:e7 32.fe Ф:e7 33.Лbc1 У чорних два пішаки за якість, проте атаку не завершено, зараз загрожує Лc8+. 33…Фd8 34.Фf5 Фb8 35.Фf7+ Крh8 36.Лc7 Чорні здались.
На турнірі в Баку (навесні 1980 року) Каспаров виконав норму гросмейстера. Він посів перше місце, обійшовши на пів-очка Бєлявського, разом з яким пройшов турнір без поразок. Того самого року він, знову не програвши жодної партії, переміг на Чемпіонаті світу з шахів серед юнаків у Дортмунді, де другим призером став Найджел Шорт. Потім Каспаров закінчив середню школу із золотою медаллю. Наприкінці року він увійшов до складу збірної СРСР на шаховій олімпіаді другим запасним і показав третій результат за своєю дошкою.
На початку 1981 року Каспаров грав за першою шахівницею молодіжної збірної на матч-турнірі чотирьох збірних СРСР. Він посів перше місце на своїй дошці, а обидві партії з чемпіоном світу Карповим закінчилися внічию. Пізніше цього року на Московському міжнародному турнірі, у якому Карпов переміг, Каспаров поділив 2-4 місця зі Смисловим і Полугаєвським. Зустріч Каспарова і Карпова відбулась в останньому турі, суперники швидко погодились на нічию. У грудні вісімнадцятирічний Каспаров поділив звання чемпіона СРСР зі Львом Псахісом, ставши наймолодшим чемпіоном СРСР з шахів в історії країни. Чемпіонат проходив у Фрунзе. Каспаров вже у другому турі програв Псахісу, а відтак вони по черзі лідирували. Перед останнім туром Псахіс був попереду на пів-очка, але не зміг перемогти Агзамова, а Каспаров натомість чорними переграв Тукмакова.

### Боротьба за звання чемпіона світу з шахів
У вересні 1982 року у Москві пройшов міжзональний турнір, з якого у матчі претендентів виходили перші два призери. Каспаров пройшов дистанцію без поразок (10 з 13, +8 =6) і випередив на півтора очка Бєлявського і на два — Таля і Андерсона. У листопаді на олімпіаді в Люцерні дев'ятнадцятирічний Каспаров грав за другою шахівницею і набрав 8½ очок в 11 партіях. При цьому в матчі проти Швейцарії він замінив Карпова у принциповій партії чорними проти Корчного і в ускладненнях здобув перемогу. Уже тоді Каспарова розглядали як фаворита прийдешніх матчів претендентів. На початку наступного року Каспаров грав у Москві чвертьфінальний матч проти Бєлявського. Каспаров виграв другу партію, використавши спеціально підготований для цього претендентського циклу захист Тарраша. Бєлявський зрівняв рахунок у четвертій партії, але Каспаров вийшов у лідери в п'ятій, а перемогами у восьмій і дев'ятій завершив матч достроково. За результатами 1982 року Каспаров став володарем шахового «Оскара», багато в чому завдяки перемозі над Корчним у Люцерні.
Суперником Каспарова у півфінальному матчі, запланованому на серпень 1983 року, став Віктор Корчной. Відповідно до правил суперники мали право вибору місця проведення матчу з числа міст, що забезпечили необхідні умови і призовий фонд, а в спірних випадках вирішальний голос мав президент ФІДЕ. Корчной вибрав Роттердам, Каспаров — Лас-Пальмас, а президент ФІДЕ Кампоманес — третій варіант, Пасадену. Радянська шахова федерація під приводом того, що в США радянській делегації не буде гарантовано безпеку, ухвалила рішення, що Каспаров не поїде в Пасадену, і йому була зарахована поразка без гри. Через три дні в другому півфіналі в Абу-Дабі аналогічно було зараховано поразку Смислову в матчі проти Ріблі. Гейдар Алієв, що був у той час першим заступником голови Ради Міністрів СРСР, допоміг Каспарову, переконавши правління країни дати Каспарову можливість зіграти матч. У рамках досягнутих домовленостей радянська сторона погодилась на виплату великого штрафу і відміну ембарго на виступи радянських шахістів разом з Корчним. Обидва матчі почались у листопаді 1983 року в Лондоні. Корчной виграв першу партію, а наступні чотири закінчились внічию. У шостій партії Каспаров скористався помилкою суперника і вирівняв позицію. А починаючи з сьомої партії Каспаров нав'язав супернику каталонський початок за обидва кольори, що стало вирішальним фактором. Він виграв сьому, дев'яту і одинадцяту партії, знову завершивши матч достроково (+4 −1 =6). У фіналі Каспаров зустрівся зі Смисловим, який був старшим за нього рівно втричі (Каспарову в останній день матчу виповнився 21 рік, Смислову було 63). Каспаров переміг з рахунком 8½:4½, не програвши жодної партії.
У липні 1984 року Каспаров грав за другою дошкою у матчі «СРСР проти решти світу». Свій мікроматч проти Тіммана Каспаров виграв +1 =3.
Перший матч за звання чемпіона світу з шахів Гаррі Каспаров грав проти Анатолія Карпова. До цього вони у різних офіційних змаганнях зіграли три партії, які закінчились внічию. Для перемоги потрібно було першим виграти 6 партій. Такий регламент було введено у лютому 1977 року і за ним пройшли два матчі Карпова з Корчним. Матч розпочався 10 вересня 1984 року в Москві. Уже після дев'ятої партії Карпов вів у рахунку 4:0, і в наступних партіях Каспаров змінив тактику: він почав грати унічию у кожній партії і примушував Карпова грати за інший колір проти своїх улюблених схем. Далі була серія з сімнадцяти нічиїх, але двадцять сьому партію знову виграв Карпов, якому тепер залишалось одне очко до перемоги в матчі. Каспаров «розмочив» рахунок у тридцять другій партії. У сорок першій партії Карпов був близьким до перемоги, але не використав нагоди, а сорок сьому і сорок восьму партії виграв Каспаров. За рахунку 5:3 15 лютого 1985 року президент ФІДЕ Флоренсіо Кампоманес на прес-конференції заявив про припинення матчу, мотивувавши це вичерпанням фізичних і психічних ресурсів учасників, і про повторний матч між цими ж суперниками у 1985 році. При цьому і Карпов, і Каспаров виразили готовність продовжити матч; Каспаров на тій же прес-конференції звинуватив Кампоманеса, що той вирішив перервати матч тільки тоді, коли претендент дістав шанси на перемогу. Колишній начальник Керівництва шахів Держкомпорту СРСР, гросмейстер Микола Крогіус у мемуарній книзі «Шахи. Гра і життя» вказує, що матч було перервано за вказівкою члена Політбюро ЦК КПРС Гейдара Алієва. Пізніше Каспаров називав 15 лютого 1985 року «початком своєї політичної кар'єри».

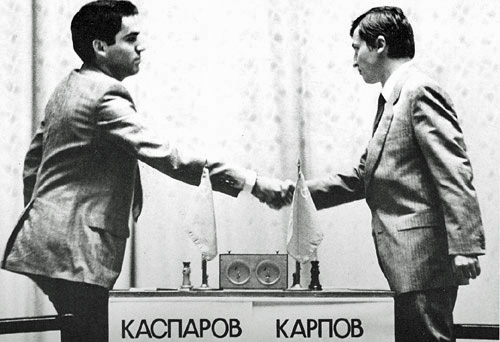
Матч за звання чемпіона світу(1985 рік)

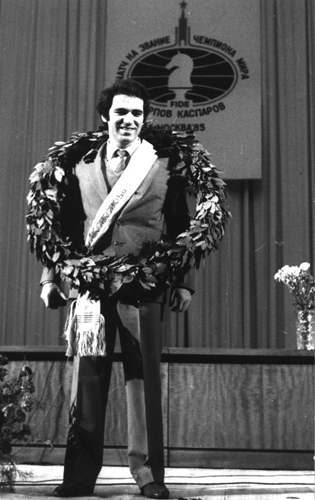
Каспаров після перемоги на чемпіонаті світу FIDE у 1985 році

На черговому конгресі ФІДЕ було затверджено нові правила: матчі за звання чемпіона світу гратимуться на більшість з 24 партій, за рахунку 12:12 чемпіон зберігав звання. Влітку 1985 року Каспаров дав велике інтерв'ю західнонімецькому журналу Spiegel, у якому звинуватив Шахову федерацію СРСР у підтримці Карпова будь-якими способами і в антисемітизмі, а також виразив сумнів, що новий матч усе ж відбудеться. За три тижні до старту матчу мало відбутись засідання федерації, на якому планувалось ухвалити рішення про дискваліфікацію Каспарова. Шахіста врятував новий завідувач відділом пропаганди ЦК КПРС Олександр Яковлєв, який переконав керівництво країни у тому, що матч повинен відбутися.
Новий матч між Карповим і Каспаровим розпочався 1 вересня 1985 року в Москві. Каспаров виграв першу партію, використавши білими рідкісне продовження у захисті Німцовича. Карпов вийшов уперед після перемог у четвертій і п'ятій партіях, наступні п'ять закінчились внічию. О. Суетін охарактеризував цей відрізок як «ходіння по краю»: Карпов отримував перевагу, але Каспаров винахідливим захистом зводив її нанівець. В одинадцятій партії Каспаров зрівняв рахунок завдяки грубому «позіху» суперника. Переломною стала шістнадцята партія, у якій Каспаров чорними використав у сицилійському захисті гамбітний варіант і здобув ефектну перемогу (раніше цей самий варіант було використано у дванадцятій партії, але тоді Карпов не пішов на ускладнення і партія швидко закінчилась внічию). Незабаром Каспаров переміг у ще одній партії. Чемпіон світу скоротив розрив до мінімального у двадцять другій партії. Передостання партія матчу закінчилась внічию, а в останній, у якій Карпова, що грав білими, влаштовувала лише перемога, що дозволила б зрівняти рахунок і зберегти звання чемпіона, Каспаров виявився сильнішим в ускладненнях. Матч завершився 10 листопада 1985 року з рахунком 13:11 на користь претендента.
У 22 роки 6 місяців і 27 днів Каспаров став наймолодшим чемпіоном світу в історії шахів (раніше Михайло Таль виграв матч на першість світу у Михайла Ботвинника в 1960 році у 23-річному віці). Каспаров продовжує утримувати цей рекорд. У 2013 році Магнус Карлсен став чемпіоном світу, теж не досягнувши 23 років, але він був на декілька місяців старшим за Каспарова.

### Чемпіон світу
У квітні 1986 року в будинку відпочинку у Пестово під Москвою було відкрито «школу Каспарова — Ботвинника», що являла собою відновлену школу Ботвинника. На першу сесію було запрошено 13 талановитих школярів, зокрема Костянтина Сакаєва і Володимира Акопяна. Згодом у школі займались Володимир Крамник, Олексій Широв, Сергій Тівяков та інші майбутні гросмейстери. У тому ж році Каспаров закінчив Азербайджанський педагогічний інститут іноземних мов. У матч-реванші (Лондон — Ленінград, липень — жовтень 1986 року) Каспаров захистив звання чемпіона світу. У цьому ж матчі Каспаров отримав комфортну перевагу у три очки після перемог у 14-й і 16-й партіях. Особливо напруженою й багатою на події стала шістнадцята партія, у якій атаці на свого короля протиставив наступ на ферзевому фланзі. У насиченій помилками і складній для аналізу партії Каспаров виявився сильнішим. Але після цього чемпіон програв три партії підряд і дозволив Карпову зрівняти рахунок. Опісля третьої поразки Каспаров виключив із тренерського складу міжнародного майстра Євгенія Владімірова, якого він запідозрив у переданні аналізів Карпову. Вирішальною стала 22-а партія, у якій Каспаров, записуючи хід перед відкладанням, знайшов форсовану перемогу. Дві останні зустрічі закінчились нічиєю, Каспаров переміг 12½ : 11½.
Наприкінці року Каспаров у складі збірної СРСР виграв олімпіаду в Дубаї. Там же відбувся конгрес ФІДЕ і вибори президента організації. Каспаров у тандемі з Реймондом Кіном протягом останнього року підтримував опонента Кампоманеса, бразильця Лусену. Однак Кампоманес заручився підтримкою більшості делегатів, і Лусена зняв кандидатуру ще до голосування.
15 лютого 1987 року за ініціативою Каспарова було створено Асоціацію гросмейстерів, завданням якої був захист інтересів провідних шахістів і створення противаги ФІДЕ, яка проводила політику підтримки малих федерацій. Каспаров став її президентом. Наприкінці року в Севільї Каспаров знову мав грати проти Карпова, який до цього переміг у матчі фіналіста претендентського циклу Андрія Соколова. Карпов двічі виходив уперед після другої і п'ятої партій, після цього дві перемоги здобув Каспаров, у шістнадцятій партії Карпов зрівняв рахунок. У передостанній, двадцять третій, партії Каспаров припустився тактичного прорахунку: він пожертвував туру, але вже за три ходи жертву було спростовано. В останній партії Каспарову було необхідно перемагати і він упорався із цим завданням. Усупереч припущенням, він не пішов на загострення, а накопичував позиційну перевагу. Карпов захищався не найкращим чином, і Каспаров виграв партію, зберігши титул (12:12).
У сезоні 1988—1989 років Асоціація гросмейстерів провела Кубок світу для 25 найсильніших шахістів світу, який складався з шести етапів, що проходили по коловій системі. Кожен шахіст міг зіграти у чотирьох турнірах, а у залік йшло три найкращих результати. Каспаров узяв участь у турнірах у Бельфорі, Рейк'явіку, Барселоні і Шеллефтео. Перші два турніри він виграв, а в других двох поділив перші місця з Любоєвичем і Карповим відповідно і в підсумку посів перше місце в загальному заліку, дещо випередивши Карпова. У чемпіонаті СРСР 1988 року узяли участь усі найсильніші радянські гросмейстери. Каспаров і Карпов пройшли усю дистанцію без поразок і поділили перше місце, обігнавши на півтора очка найближчих переслідувачів — Юсупова і Салова. Регламентом було передбачено матч з чотирьох партій за перше місце, але він не відбувся.
Восени 1989 року Каспаров з величезною перевагою переміг у двоколовому гросмейстерському турнірі в Тілбурзі. Він набрав 12 очок з 14 і на 3½ випередив другого призера Корчного. Завдяки цій перемозі Каспаров перевершив рекордний рейтинг Фішера зразка 1972 року (2785 пунктів). Наприкінці року Каспаров виграв ще один турнір у Белграді з результатом 9½ з 11 (Тімман і Ельвест відстали на три очки), і його рейтинг досягнув 2811. Коли Каспаров виграв турнір у Лінаресі 1990 року з результатом 8 з 11 (друге місце посів Борис Гельфанд, єдиної поразки чемпіону завдав Борис Гулько), набраних очок виявилось недостатньо для підтримання рейтингу. Наприкінці 1990 року у Нью-Йорку і Ліоні в п'ятому за ліком матчі проти Карпова, який виграв претендентський цикл, Каспаров знову захистив титул. На старті матчу стався скандал: Каспаров грав не під радянським прапором, а під біло-синьо-червоним російським. Делегація Карпова заявила протест і після чотирьох партій обидва прапори було прибрано. На відрізку з 16 по 20 партію Каспаров виграв три партії при одній поразці, і після ничиїх у двох наступних партіях Каспаров набрав дванадцяте очко, що дозволило зберегти титул достроково. Результат матчу — 12½ : 11½ на користь чемпіона. Як переможець Каспаров отримав чек на $1,7 млн і діамантовий трофей, оцінений у $600 тис. — найбільші призові за всю історію світових першостей. Незадовго до цього матчу Каспаров розпрощався зі своїм багаторічним тренером О. Нікітіним.
1991 рік почався з турніру в Лінаресі, де Каспарова випередив українець Василь Іванчук, який переміг чемпіона і в особистій зустрічі. В Амстердамі Каспаров поділив 3-4 місця, а переміг Салов. Опісля цього Каспаров виграв двоколовий турнір у Тілбурзі з результатом 10 з 14; другий призер Шорт відстав на півтора очка. Наприкінці року Каспаров поділив з Гельфандом 2-3 місця на турнірі у Реджо-нель-Емілія. Перше місце посів Вішванатан Ананд, для якого ця перемога стала проривом у шахову еліту. Лінарес 1992 року став для Каспарова переможним, він не програв жодної партії і набрав 10 з 13, на два очки більше, ніж Тімман та Іванчук, які посіли призові місця. Того ж року відбувся турнір у Дортмунді, де Каспаров поділив перше місце з Іванчуком. Він набрав 6 з 9 і програв відразу дві партії — Камському і Х'юбнеру. Лінарес 1993 року Каспаров знову виграв з результатом 10 з 13, при цьому одержав яскраву перемогу над Карповим чорними за 27 ходів.
У лютому 1992 року відбувся перший з'їзд Російської шахової федерації. Каспаров висунув на пост президента Аркадія Мурашова, начальника ГУВС Москви і соратника Каспарова по Демократичній партії Росії. Мурашов переміг, а Карпов через конфлікт з Каспаровим щодо виборів відмовився грати за збірну Росії на олімпіаді 1992 року (на ній збірна Росії завдяки дуже результативній грі Каспарова і молодого Володимира Крамника перемогла). Через рік відбулись чергові вибори президента, на яких замість Мурашова було обрано підтримуваного Карповим Євгенія Бебчука.

#### Розрив зФІДЕі заснуванняПрофесійної шахової асоціації
Не погодившись із політикою ФІДЕ, 27 лютого 1993 року Каспаров і переможець претендентського циклу Найджел Шорт заявили, що проведуть свій матч без участі ФІДЕ і під покровительством нового органу — Професійної шахової асоціації (ПША). ФІДЕ позбавила Гаррі Каспарова звання чемпіона світу з шахів і виключила його зі всіх своїх рейтингових списків. Каспаров та Шорт були відновлені у рейтингу тільки наступного року, до цього ПША вже встигла випустити свій особистий рейтинг, який очолював Каспаров. Одночасно з матчем Каспаров — Шорт пройшов матч на першість світу ФІДЕ між Карповим і фіналістом циклу претендентів Тімманом. Матч між Каспаровим і Шортом проводився на більшість з 24 партій. Каспаров зразу повів у рахунку 3½:½ і достроково завершив матч після 20-ї партії (+6 −1 =13). Згодом Каспаров сказав, що розрив з ФІДЕ у 1993 році був найбільшою помилкою у його шаховій кар'єрі.
На супертурнірі XVIII категорії в Лінаресі 1994 року Каспаров поділив друге місце з Шировим, а перше місце посів Карпов, який набрав 11 з 13 очок і відірвався на 2½ очка. Цей турнір вважають одним з найсильніших у історії шахів, а виступ Карпова — одною з найприголомшливіших перемог усіх часів. Турнір також запам'ятався інцидентом за участі Каспарова і сімнадцятирічної Юдит Полгар. Каспаров зробив хід конем, побачив можливий хід білих і переставив фігуру на інше поле. Камера зафіксувала, що до цього він відірвав руку від коня на 1/4 секунди, тож за правилами Каспаров уже не зміг змінити хід, однак партія продовжилась. У серпні Каспаров виграв двоколовий турнір у Новгороді, а у вересні — турнір у Цюриху, причому на фініші турніру він переміг двох прямих конкурентів — Широва і Юсупова. У квітні 1995 року відбувся перший з трьох етапів серії турнірів ПША «Супер-классік» — меморіал Таля в Ризі. Вирішальною для визначення переможця стала партія між Каспаровим і Анандом, між якими мав незабаром відбутися матч на першість світу. Каспаров застосував рідкісний серед еліти гамбіт Еванса і виграв уже на 25-му ході. Другий турнір серії пройшов у Новгороді через дещо більш як місяць після першого. Каспаров на одне очко випередив Шорта, Іванчука, Ельвеста і Топалова.

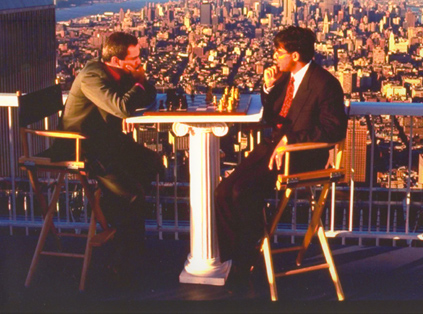
Каспаров і Ананд на даху Південної вежі Всесвітнього торговогу центу, 1995 рік.

Восени 1995 року Каспаров виграв матч на першість світу у Вішванатана Ананда, що проходив у Всесвітньому торговому центрі у Нью-Йорку. Перші вісім партій закінчились внячию, дев'яту виграв Ананд, але в наступних п'яти партіях Каспаров здобув чотири перемоги. Матч знову закінчився достроково — після вісімнадцятої партії. Каспаров пояснив результат так: «Його підготували дуже добре, персонально під мене. Тренери Ананда врахували усі мої звички, уподобання, дебюти, які я граю, та багато іншого, але вони не врахували індивідуальних особливостей самого Ананда. Вони нав'язали Віші непритаманну йому манеру гри». Наприкінці року в останньому турнірі «Супер-классік» у Хоргені Каспаров з 5 очками з 10 і лише однією виграною партією став п'ятим. Перше та друге місця поділили Іванчук, який завдав Каспарову єдиної поразки, і Крамник.
У січні 1996 року основний спонсор ПША Intel заявив, що не буде продовжувати спонсорську угоду з ПША. За словами Каспарова причиною цього стало бажання провести матч проти комп'ютера Deep Blue, розробленого корпорацією IBM, конкурентом Intel. Незабаром ПША припинила існування.
У 1996 році Каспаров виграв перший в історії турнір XXI категорії у Лас-Пальмасі з рекордним середнім рейтингом учасників (2756,6). У цьому турнірі Ананд, Іванчук, Карпов, Каспаров, Крамник і Топалов зіграли у два кола. Каспаров здобув по одній перемозі над Топаловим, Карповим та Іванчуком і звів унічию решту партій, у підсумку випередивши Ананда, який посів друге місце, на очко. Перший турнір з вищим середнім рейтингом учасників відбувся у 2009 році (Меморіал Таля у Москві). Наступного року Каспаров переміг у Лінаресі, при цьому вигравши особисті зустрічі у всіх учасників, що посіли місця від другого по шосте, але програв Іванчуку, і в Новгороді, а також поділив перше місце у Тілбурзі з Крамником і Свідлером.
У 1998 році Каспаров і новостворена організація Всесвітня шахова рада, на чолі з організатором турнірів у Лінаресі Луїсом Рентеро запланували матч на титул. Претендент повинен був визначитися у матчі між Анандом і Крамником, але Ананд відмовився, оскільки був зв'язаний обставинами не грати у претендентських циклах не під егідою ФІДЕ, тому його замінив Широв. Широв неочікувано виграв 5½:3½ і отримав право на матч з Каспаровим, який був запланований на осінь цього ж року. Однак через фінансові проблеми спонсора — Рентеро — матч не відбувся.
За 18 місяців у 1999 і 2000 роках Каспаров виграв підряд шість супертурнірів не нижче 18-ї категорії кожен. На початку 1999 року Каспаров переміг на щорічному турнірі у Вейк-ан-Зее (10 з 13 при одній поразці від І. Соколова; Ананд набрав 9½, Крамник — 8). Потім він виграв у Лінаресі з результатом +7 −0 =7, при цьому здобув п'ять перемог чорними. Крамник і Ананд відстали на 2½ очка. У травні відбувся турнір у Сараєво, у якому Ананд і Крамник не брали участі. Каспаров набрав 7 з 9 (без поразок), 2-3 місця поділили Бареєв і Широв (по 6). У рейтинговому списку ФІДЕ від липня 1999 року Каспаров досягнув рекордного рейтингу (2851). Наступного року він виграв ще по одному турнірі у Вейк-ан-Зее, Лінаресі і Сараєво. У Сараєво основним конкурентом Каспарова став Широв, але він програв у передостанньому турі Мовсесяну, якого Каспаров сам переміг у останньому турі.
Восени 2000 року Каспаров програв матч Крамнику і втратив звання чемпіона світу з шахів. Перед матчем суперники мали рівний рахунок особистих зустрічей (по три перемоги і сімнадцять нічиїх), але Каспарова вважали фаворитом через величезний матчевий досвід і серії перемог у турнірах у 1999—2000 роках. Матч, організований компанією Braingames, грали на більшість з 16 партій, і він став таким чином найкоротшим у післявоєнний період матчем на першість світу. Крамник у другій і десятій партіях білими переграв суперника, а решту зустрічей закінчились унічию. Цей матч став також першим з 1921 року, коли претендент виграв у суху. Важливою складовою успіху Крамника стало регулярне використання за чорних берлінського варіанту іспанської партії, яким він нейтралізував білий колір Каспарова у кількох партіях; до цього берлінський варіант ніхто систематично не використовував у змаганнях топ-рівня.

#### Людина проти комп'ютера
Великий інтерес викликали матчі Гаррі Каспарова проти комп'ютерних програм. У 1989 році шахова програма Deep Thought, що діяла на апаратній базі комп'ютреа Sun-4, досягнула значного успіху. Уперше в історії програма обіграла у офіційному турнірі міжнародного гросмейстера (Бента Ларсена).
22 жовтня 1989 року у Нью-Йорку відбувся матч з двох бліц-партій Гаррі Каспаров — Deep Thought. Чемпіон світу легко переміг. Особливо показовою була друга зустріч, у якій Каспаров здобув перемогу в ефектному комбінаційному стилі. Після матчу Каспаров заявив: «Якщо комп'ютер зможе перемогти в шахах найкращого з найкращих, то це буде означати, що ЕОМ у змозі створювати найкращу музику, писати найкращі книги. Не можу в це повірити. Якщо буде створений комп'ютер з рейтингом 2800, тобто рівним моєму, то я сам вважатиму своїм обов'язком викликати його на матч, щоб захистити людську расу».
У 1996 році представники компанії IBM запропонували Гаррі Каспарову зіграти матч проти їх шахової програми Deep Blue з призовим фондом $500 тис. Deep Blue — суперкомп'ютер на базі системи RS6000, що складається з 32 вузлів, кожен з яких складався з 512 процесорів, апаратно оптимізованих під шахову програму. Продуктивність Deep Blue відповідала 11,38 GFLOPS, і комп'ютер міг оцінювати до 200 млн позицій на секунду. Перший матч Каспарова проти шахового комп'ютера відбувся в лютому 1996 року, і людина виграла його з рахунком 4:2, але при цьому програвши першу партію. Це було вперше в історії, коли комп'ютер переміг чемпіона світу.
Компанія IBM у другому матчі запропонувала призовий фонд $1,1 млн, з яких $700 тис. мали дістатись переможцю. Шестиматчевий поєдинок з нормальним контролем часу (120 хвилин на 40 ходів) відбувся у травні 1997 року. У підсумку вперше в історії чемпіон світу програв комп'ютеру з рахунком 2½:3½.
|   | a | b | c | d | e | f | g | h |   |
| 8 | a8 чорна тура · c8 чорна тура · e8 чорний ферзь · f8 чорний слон · g8 чорний король · g7 чорний пішак · a6 чорний пішак · d6 чорний кінь · f6 чорний пішак · h6 чорний пішак · b5 чорний пішак · c5 білий слон · d5 білий пішак · e5 чорний пішак · f5 білий пішак · a4 білий пішак · b4 білий пішак · c4 чорний пішак · c3 білий пішак · h3 білий пішак · a2 біла тура · c2 білий слон · f2 білий ферзь · g2 білий пішак · a1 біла тура · g1 білий король | a8 чорна тура · c8 чорна тура · e8 чорний ферзь · f8 чорний слон · g8 чорний король · g7 чорний пішак · a6 чорний пішак · d6 чорний кінь · f6 чорний пішак · h6 чорний пішак · b5 чорний пішак · c5 білий слон · d5 білий пішак · e5 чорний пішак · f5 білий пішак · a4 білий пішак · b4 білий пішак · c4 чорний пішак · c3 білий пішак · h3 білий пішак · a2 біла тура · c2 білий слон · f2 білий ферзь · g2 білий пішак · a1 біла тура · g1 білий король | a8 чорна тура · c8 чорна тура · e8 чорний ферзь · f8 чорний слон · g8 чорний король · g7 чорний пішак · a6 чорний пішак · d6 чорний кінь · f6 чорний пішак · h6 чорний пішак · b5 чорний пішак · c5 білий слон · d5 білий пішак · e5 чорний пішак · f5 білий пішак · a4 білий пішак · b4 білий пішак · c4 чорний пішак · c3 білий пішак · h3 білий пішак · a2 біла тура · c2 білий слон · f2 білий ферзь · g2 білий пішак · a1 біла тура · g1 білий король | a8 чорна тура · c8 чорна тура · e8 чорний ферзь · f8 чорний слон · g8 чорний король · g7 чорний пішак · a6 чорний пішак · d6 чорний кінь · f6 чорний пішак · h6 чорний пішак · b5 чорний пішак · c5 білий слон · d5 білий пішак · e5 чорний пішак · f5 білий пішак · a4 білий пішак · b4 білий пішак · c4 чорний пішак · c3 білий пішак · h3 білий пішак · a2 біла тура · c2 білий слон · f2 білий ферзь · g2 білий пішак · a1 біла тура · g1 білий король | a8 чорна тура · c8 чорна тура · e8 чорний ферзь · f8 чорний слон · g8 чорний король · g7 чорний пішак · a6 чорний пішак · d6 чорний кінь · f6 чорний пішак · h6 чорний пішак · b5 чорний пішак · c5 білий слон · d5 білий пішак · e5 чорний пішак · f5 білий пішак · a4 білий пішак · b4 білий пішак · c4 чорний пішак · c3 білий пішак · h3 білий пішак · a2 біла тура · c2 білий слон · f2 білий ферзь · g2 білий пішак · a1 біла тура · g1 білий король | a8 чорна тура · c8 чорна тура · e8 чорний ферзь · f8 чорний слон · g8 чорний король · g7 чорний пішак · a6 чорний пішак · d6 чорний кінь · f6 чорний пішак · h6 чорний пішак · b5 чорний пішак · c5 білий слон · d5 білий пішак · e5 чорний пішак · f5 білий пішак · a4 білий пішак · b4 білий пішак · c4 чорний пішак · c3 білий пішак · h3 білий пішак · a2 біла тура · c2 білий слон · f2 білий ферзь · g2 білий пішак · a1 біла тура · g1 білий король | a8 чорна тура · c8 чорна тура · e8 чорний ферзь · f8 чорний слон · g8 чорний король · g7 чорний пішак · a6 чорний пішак · d6 чорний кінь · f6 чорний пішак · h6 чорний пішак · b5 чорний пішак · c5 білий слон · d5 білий пішак · e5 чорний пішак · f5 білий пішак · a4 білий пішак · b4 білий пішак · c4 чорний пішак · c3 білий пішак · h3 білий пішак · a2 біла тура · c2 білий слон · f2 білий ферзь · g2 білий пішак · a1 біла тура · g1 білий король | a8 чорна тура · c8 чорна тура · e8 чорний ферзь · f8 чорний слон · g8 чорний король · g7 чорний пішак · a6 чорний пішак · d6 чорний кінь · f6 чорний пішак · h6 чорний пішак · b5 чорний пішак · c5 білий слон · d5 білий пішак · e5 чорний пішак · f5 білий пішак · a4 білий пішак · b4 білий пішак · c4 чорний пішак · c3 білий пішак · h3 білий пішак · a2 біла тура · c2 білий слон · f2 білий ферзь · g2 білий пішак · a1 біла тура · g1 білий король | 8 |
| 7 | a8 чорна тура · c8 чорна тура · e8 чорний ферзь · f8 чорний слон · g8 чорний король · g7 чорний пішак · a6 чорний пішак · d6 чорний кінь · f6 чорний пішак · h6 чорний пішак · b5 чорний пішак · c5 білий слон · d5 білий пішак · e5 чорний пішак · f5 білий пішак · a4 білий пішак · b4 білий пішак · c4 чорний пішак · c3 білий пішак · h3 білий пішак · a2 біла тура · c2 білий слон · f2 білий ферзь · g2 білий пішак · a1 біла тура · g1 білий король | a8 чорна тура · c8 чорна тура · e8 чорний ферзь · f8 чорний слон · g8 чорний король · g7 чорний пішак · a6 чорний пішак · d6 чорний кінь · f6 чорний пішак · h6 чорний пішак · b5 чорний пішак · c5 білий слон · d5 білий пішак · e5 чорний пішак · f5 білий пішак · a4 білий пішак · b4 білий пішак · c4 чорний пішак · c3 білий пішак · h3 білий пішак · a2 біла тура · c2 білий слон · f2 білий ферзь · g2 білий пішак · a1 біла тура · g1 білий король | a8 чорна тура · c8 чорна тура · e8 чорний ферзь · f8 чорний слон · g8 чорний король · g7 чорний пішак · a6 чорний пішак · d6 чорний кінь · f6 чорний пішак · h6 чорний пішак · b5 чорний пішак · c5 білий слон · d5 білий пішак · e5 чорний пішак · f5 білий пішак · a4 білий пішак · b4 білий пішак · c4 чорний пішак · c3 білий пішак · h3 білий пішак · a2 біла тура · c2 білий слон · f2 білий ферзь · g2 білий пішак · a1 біла тура · g1 білий король | a8 чорна тура · c8 чорна тура · e8 чорний ферзь · f8 чорний слон · g8 чорний король · g7 чорний пішак · a6 чорний пішак · d6 чорний кінь · f6 чорний пішак · h6 чорний пішак · b5 чорний пішак · c5 білий слон · d5 білий пішак · e5 чорний пішак · f5 білий пішак · a4 білий пішак · b4 білий пішак · c4 чорний пішак · c3 білий пішак · h3 білий пішак · a2 біла тура · c2 білий слон · f2 білий ферзь · g2 білий пішак · a1 біла тура · g1 білий король | a8 чорна тура · c8 чорна тура · e8 чорний ферзь · f8 чорний слон · g8 чорний король · g7 чорний пішак · a6 чорний пішак · d6 чорний кінь · f6 чорний пішак · h6 чорний пішак · b5 чорний пішак · c5 білий слон · d5 білий пішак · e5 чорний пішак · f5 білий пішак · a4 білий пішак · b4 білий пішак · c4 чорний пішак · c3 білий пішак · h3 білий пішак · a2 біла тура · c2 білий слон · f2 білий ферзь · g2 білий пішак · a1 біла тура · g1 білий король | a8 чорна тура · c8 чорна тура · e8 чорний ферзь · f8 чорний слон · g8 чорний король · g7 чорний пішак · a6 чорний пішак · d6 чорний кінь · f6 чорний пішак · h6 чорний пішак · b5 чорний пішак · c5 білий слон · d5 білий пішак · e5 чорний пішак · f5 білий пішак · a4 білий пішак · b4 білий пішак · c4 чорний пішак · c3 білий пішак · h3 білий пішак · a2 біла тура · c2 білий слон · f2 білий ферзь · g2 білий пішак · a1 біла тура · g1 білий король | a8 чорна тура · c8 чорна тура · e8 чорний ферзь · f8 чорний слон · g8 чорний король · g7 чорний пішак · a6 чорний пішак · d6 чорний кінь · f6 чорний пішак · h6 чорний пішак · b5 чорний пішак · c5 білий слон · d5 білий пішак · e5 чорний пішак · f5 білий пішак · a4 білий пішак · b4 білий пішак · c4 чорний пішак · c3 білий пішак · h3 білий пішак · a2 біла тура · c2 білий слон · f2 білий ферзь · g2 білий пішак · a1 біла тура · g1 білий король | a8 чорна тура · c8 чорна тура · e8 чорний ферзь · f8 чорний слон · g8 чорний король · g7 чорний пішак · a6 чорний пішак · d6 чорний кінь · f6 чорний пішак · h6 чорний пішак · b5 чорний пішак · c5 білий слон · d5 білий пішак · e5 чорний пішак · f5 білий пішак · a4 білий пішак · b4 білий пішак · c4 чорний пішак · c3 білий пішак · h3 білий пішак · a2 біла тура · c2 білий слон · f2 білий ферзь · g2 білий пішак · a1 біла тура · g1 білий король | 7 |
| 6 | a8 чорна тура · c8 чорна тура · e8 чорний ферзь · f8 чорний слон · g8 чорний король · g7 чорний пішак · a6 чорний пішак · d6 чорний кінь · f6 чорний пішак · h6 чорний пішак · b5 чорний пішак · c5 білий слон · d5 білий пішак · e5 чорний пішак · f5 білий пішак · a4 білий пішак · b4 білий пішак · c4 чорний пішак · c3 білий пішак · h3 білий пішак · a2 біла тура · c2 білий слон · f2 білий ферзь · g2 білий пішак · a1 біла тура · g1 білий король | a8 чорна тура · c8 чорна тура · e8 чорний ферзь · f8 чорний слон · g8 чорний король · g7 чорний пішак · a6 чорний пішак · d6 чорний кінь · f6 чорний пішак · h6 чорний пішак · b5 чорний пішак · c5 білий слон · d5 білий пішак · e5 чорний пішак · f5 білий пішак · a4 білий пішак · b4 білий пішак · c4 чорний пішак · c3 білий пішак · h3 білий пішак · a2 біла тура · c2 білий слон · f2 білий ферзь · g2 білий пішак · a1 біла тура · g1 білий король | a8 чорна тура · c8 чорна тура · e8 чорний ферзь · f8 чорний слон · g8 чорний король · g7 чорний пішак · a6 чорний пішак · d6 чорний кінь · f6 чорний пішак · h6 чорний пішак · b5 чорний пішак · c5 білий слон · d5 білий пішак · e5 чорний пішак · f5 білий пішак · a4 білий пішак · b4 білий пішак · c4 чорний пішак · c3 білий пішак · h3 білий пішак · a2 біла тура · c2 білий слон · f2 білий ферзь · g2 білий пішак · a1 біла тура · g1 білий король | a8 чорна тура · c8 чорна тура · e8 чорний ферзь · f8 чорний слон · g8 чорний король · g7 чорний пішак · a6 чорний пішак · d6 чорний кінь · f6 чорний пішак · h6 чорний пішак · b5 чорний пішак · c5 білий слон · d5 білий пішак · e5 чорний пішак · f5 білий пішак · a4 білий пішак · b4 білий пішак · c4 чорний пішак · c3 білий пішак · h3 білий пішак · a2 біла тура · c2 білий слон · f2 білий ферзь · g2 білий пішак · a1 біла тура · g1 білий король | a8 чорна тура · c8 чорна тура · e8 чорний ферзь · f8 чорний слон · g8 чорний король · g7 чорний пішак · a6 чорний пішак · d6 чорний кінь · f6 чорний пішак · h6 чорний пішак · b5 чорний пішак · c5 білий слон · d5 білий пішак · e5 чорний пішак · f5 білий пішак · a4 білий пішак · b4 білий пішак · c4 чорний пішак · c3 білий пішак · h3 білий пішак · a2 біла тура · c2 білий слон · f2 білий ферзь · g2 білий пішак · a1 біла тура · g1 білий король | a8 чорна тура · c8 чорна тура · e8 чорний ферзь · f8 чорний слон · g8 чорний король · g7 чорний пішак · a6 чорний пішак · d6 чорний кінь · f6 чорний пішак · h6 чорний пішак · b5 чорний пішак · c5 білий слон · d5 білий пішак · e5 чорний пішак · f5 білий пішак · a4 білий пішак · b4 білий пішак · c4 чорний пішак · c3 білий пішак · h3 білий пішак · a2 біла тура · c2 білий слон · f2 білий ферзь · g2 білий пішак · a1 біла тура · g1 білий король | a8 чорна тура · c8 чорна тура · e8 чорний ферзь · f8 чорний слон · g8 чорний король · g7 чорний пішак · a6 чорний пішак · d6 чорний кінь · f6 чорний пішак · h6 чорний пішак · b5 чорний пішак · c5 білий слон · d5 білий пішак · e5 чорний пішак · f5 білий пішак · a4 білий пішак · b4 білий пішак · c4 чорний пішак · c3 білий пішак · h3 білий пішак · a2 біла тура · c2 білий слон · f2 білий ферзь · g2 білий пішак · a1 біла тура · g1 білий король | a8 чорна тура · c8 чорна тура · e8 чорний ферзь · f8 чорний слон · g8 чорний король · g7 чорний пішак · a6 чорний пішак · d6 чорний кінь · f6 чорний пішак · h6 чорний пішак · b5 чорний пішак · c5 білий слон · d5 білий пішак · e5 чорний пішак · f5 білий пішак · a4 білий пішак · b4 білий пішак · c4 чорний пішак · c3 білий пішак · h3 білий пішак · a2 біла тура · c2 білий слон · f2 білий ферзь · g2 білий пішак · a1 біла тура · g1 білий король | 6 |
| 5 | a8 чорна тура · c8 чорна тура · e8 чорний ферзь · f8 чорний слон · g8 чорний король · g7 чорний пішак · a6 чорний пішак · d6 чорний кінь · f6 чорний пішак · h6 чорний пішак · b5 чорний пішак · c5 білий слон · d5 білий пішак · e5 чорний пішак · f5 білий пішак · a4 білий пішак · b4 білий пішак · c4 чорний пішак · c3 білий пішак · h3 білий пішак · a2 біла тура · c2 білий слон · f2 білий ферзь · g2 білий пішак · a1 біла тура · g1 білий король | a8 чорна тура · c8 чорна тура · e8 чорний ферзь · f8 чорний слон · g8 чорний король · g7 чорний пішак · a6 чорний пішак · d6 чорний кінь · f6 чорний пішак · h6 чорний пішак · b5 чорний пішак · c5 білий слон · d5 білий пішак · e5 чорний пішак · f5 білий пішак · a4 білий пішак · b4 білий пішак · c4 чорний пішак · c3 білий пішак · h3 білий пішак · a2 біла тура · c2 білий слон · f2 білий ферзь · g2 білий пішак · a1 біла тура · g1 білий король | a8 чорна тура · c8 чорна тура · e8 чорний ферзь · f8 чорний слон · g8 чорний король · g7 чорний пішак · a6 чорний пішак · d6 чорний кінь · f6 чорний пішак · h6 чорний пішак · b5 чорний пішак · c5 білий слон · d5 білий пішак · e5 чорний пішак · f5 білий пішак · a4 білий пішак · b4 білий пішак · c4 чорний пішак · c3 білий пішак · h3 білий пішак · a2 біла тура · c2 білий слон · f2 білий ферзь · g2 білий пішак · a1 біла тура · g1 білий король | a8 чорна тура · c8 чорна тура · e8 чорний ферзь · f8 чорний слон · g8 чорний король · g7 чорний пішак · a6 чорний пішак · d6 чорний кінь · f6 чорний пішак · h6 чорний пішак · b5 чорний пішак · c5 білий слон · d5 білий пішак · e5 чорний пішак · f5 білий пішак · a4 білий пішак · b4 білий пішак · c4 чорний пішак · c3 білий пішак · h3 білий пішак · a2 біла тура · c2 білий слон · f2 білий ферзь · g2 білий пішак · a1 біла тура · g1 білий король | a8 чорна тура · c8 чорна тура · e8 чорний ферзь · f8 чорний слон · g8 чорний король · g7 чорний пішак · a6 чорний пішак · d6 чорний кінь · f6 чорний пішак · h6 чорний пішак · b5 чорний пішак · c5 білий слон · d5 білий пішак · e5 чорний пішак · f5 білий пішак · a4 білий пішак · b4 білий пішак · c4 чорний пішак · c3 білий пішак · h3 білий пішак · a2 біла тура · c2 білий слон · f2 білий ферзь · g2 білий пішак · a1 біла тура · g1 білий король | a8 чорна тура · c8 чорна тура · e8 чорний ферзь · f8 чорний слон · g8 чорний король · g7 чорний пішак · a6 чорний пішак · d6 чорний кінь · f6 чорний пішак · h6 чорний пішак · b5 чорний пішак · c5 білий слон · d5 білий пішак · e5 чорний пішак · f5 білий пішак · a4 білий пішак · b4 білий пішак · c4 чорний пішак · c3 білий пішак · h3 білий пішак · a2 біла тура · c2 білий слон · f2 білий ферзь · g2 білий пішак · a1 біла тура · g1 білий король | a8 чорна тура · c8 чорна тура · e8 чорний ферзь · f8 чорний слон · g8 чорний король · g7 чорний пішак · a6 чорний пішак · d6 чорний кінь · f6 чорний пішак · h6 чорний пішак · b5 чорний пішак · c5 білий слон · d5 білий пішак · e5 чорний пішак · f5 білий пішак · a4 білий пішак · b4 білий пішак · c4 чорний пішак · c3 білий пішак · h3 білий пішак · a2 біла тура · c2 білий слон · f2 білий ферзь · g2 білий пішак · a1 біла тура · g1 білий король | a8 чорна тура · c8 чорна тура · e8 чорний ферзь · f8 чорний слон · g8 чорний король · g7 чорний пішак · a6 чорний пішак · d6 чорний кінь · f6 чорний пішак · h6 чорний пішак · b5 чорний пішак · c5 білий слон · d5 білий пішак · e5 чорний пішак · f5 білий пішак · a4 білий пішак · b4 білий пішак · c4 чорний пішак · c3 білий пішак · h3 білий пішак · a2 біла тура · c2 білий слон · f2 білий ферзь · g2 білий пішак · a1 біла тура · g1 білий король | 5 |
| 4 | a8 чорна тура · c8 чорна тура · e8 чорний ферзь · f8 чорний слон · g8 чорний король · g7 чорний пішак · a6 чорний пішак · d6 чорний кінь · f6 чорний пішак · h6 чорний пішак · b5 чорний пішак · c5 білий слон · d5 білий пішак · e5 чорний пішак · f5 білий пішак · a4 білий пішак · b4 білий пішак · c4 чорний пішак · c3 білий пішак · h3 білий пішак · a2 біла тура · c2 білий слон · f2 білий ферзь · g2 білий пішак · a1 біла тура · g1 білий король | a8 чорна тура · c8 чорна тура · e8 чорний ферзь · f8 чорний слон · g8 чорний король · g7 чорний пішак · a6 чорний пішак · d6 чорний кінь · f6 чорний пішак · h6 чорний пішак · b5 чорний пішак · c5 білий слон · d5 білий пішак · e5 чорний пішак · f5 білий пішак · a4 білий пішак · b4 білий пішак · c4 чорний пішак · c3 білий пішак · h3 білий пішак · a2 біла тура · c2 білий слон · f2 білий ферзь · g2 білий пішак · a1 біла тура · g1 білий король | a8 чорна тура · c8 чорна тура · e8 чорний ферзь · f8 чорний слон · g8 чорний король · g7 чорний пішак · a6 чорний пішак · d6 чорний кінь · f6 чорний пішак · h6 чорний пішак · b5 чорний пішак · c5 білий слон · d5 білий пішак · e5 чорний пішак · f5 білий пішак · a4 білий пішак · b4 білий пішак · c4 чорний пішак · c3 білий пішак · h3 білий пішак · a2 біла тура · c2 білий слон · f2 білий ферзь · g2 білий пішак · a1 біла тура · g1 білий король | a8 чорна тура · c8 чорна тура · e8 чорний ферзь · f8 чорний слон · g8 чорний король · g7 чорний пішак · a6 чорний пішак · d6 чорний кінь · f6 чорний пішак · h6 чорний пішак · b5 чорний пішак · c5 білий слон · d5 білий пішак · e5 чорний пішак · f5 білий пішак · a4 білий пішак · b4 білий пішак · c4 чорний пішак · c3 білий пішак · h3 білий пішак · a2 біла тура · c2 білий слон · f2 білий ферзь · g2 білий пішак · a1 біла тура · g1 білий король | a8 чорна тура · c8 чорна тура · e8 чорний ферзь · f8 чорний слон · g8 чорний король · g7 чорний пішак · a6 чорний пішак · d6 чорний кінь · f6 чорний пішак · h6 чорний пішак · b5 чорний пішак · c5 білий слон · d5 білий пішак · e5 чорний пішак · f5 білий пішак · a4 білий пішак · b4 білий пішак · c4 чорний пішак · c3 білий пішак · h3 білий пішак · a2 біла тура · c2 білий слон · f2 білий ферзь · g2 білий пішак · a1 біла тура · g1 білий король | a8 чорна тура · c8 чорна тура · e8 чорний ферзь · f8 чорний слон · g8 чорний король · g7 чорний пішак · a6 чорний пішак · d6 чорний кінь · f6 чорний пішак · h6 чорний пішак · b5 чорний пішак · c5 білий слон · d5 білий пішак · e5 чорний пішак · f5 білий пішак · a4 білий пішак · b4 білий пішак · c4 чорний пішак · c3 білий пішак · h3 білий пішак · a2 біла тура · c2 білий слон · f2 білий ферзь · g2 білий пішак · a1 біла тура · g1 білий король | a8 чорна тура · c8 чорна тура · e8 чорний ферзь · f8 чорний слон · g8 чорний король · g7 чорний пішак · a6 чорний пішак · d6 чорний кінь · f6 чорний пішак · h6 чорний пішак · b5 чорний пішак · c5 білий слон · d5 білий пішак · e5 чорний пішак · f5 білий пішак · a4 білий пішак · b4 білий пішак · c4 чорний пішак · c3 білий пішак · h3 білий пішак · a2 біла тура · c2 білий слон · f2 білий ферзь · g2 білий пішак · a1 біла тура · g1 білий король | a8 чорна тура · c8 чорна тура · e8 чорний ферзь · f8 чорний слон · g8 чорний король · g7 чорний пішак · a6 чорний пішак · d6 чорний кінь · f6 чорний пішак · h6 чорний пішак · b5 чорний пішак · c5 білий слон · d5 білий пішак · e5 чорний пішак · f5 білий пішак · a4 білий пішак · b4 білий пішак · c4 чорний пішак · c3 білий пішак · h3 білий пішак · a2 біла тура · c2 білий слон · f2 білий ферзь · g2 білий пішак · a1 біла тура · g1 білий король | 4 |
| 3 | a8 чорна тура · c8 чорна тура · e8 чорний ферзь · f8 чорний слон · g8 чорний король · g7 чорний пішак · a6 чорний пішак · d6 чорний кінь · f6 чорний пішак · h6 чорний пішак · b5 чорний пішак · c5 білий слон · d5 білий пішак · e5 чорний пішак · f5 білий пішак · a4 білий пішак · b4 білий пішак · c4 чорний пішак · c3 білий пішак · h3 білий пішак · a2 біла тура · c2 білий слон · f2 білий ферзь · g2 білий пішак · a1 біла тура · g1 білий король | a8 чорна тура · c8 чорна тура · e8 чорний ферзь · f8 чорний слон · g8 чорний король · g7 чорний пішак · a6 чорний пішак · d6 чорний кінь · f6 чорний пішак · h6 чорний пішак · b5 чорний пішак · c5 білий слон · d5 білий пішак · e5 чорний пішак · f5 білий пішак · a4 білий пішак · b4 білий пішак · c4 чорний пішак · c3 білий пішак · h3 білий пішак · a2 біла тура · c2 білий слон · f2 білий ферзь · g2 білий пішак · a1 біла тура · g1 білий король | a8 чорна тура · c8 чорна тура · e8 чорний ферзь · f8 чорний слон · g8 чорний король · g7 чорний пішак · a6 чорний пішак · d6 чорний кінь · f6 чорний пішак · h6 чорний пішак · b5 чорний пішак · c5 білий слон · d5 білий пішак · e5 чорний пішак · f5 білий пішак · a4 білий пішак · b4 білий пішак · c4 чорний пішак · c3 білий пішак · h3 білий пішак · a2 біла тура · c2 білий слон · f2 білий ферзь · g2 білий пішак · a1 біла тура · g1 білий король | a8 чорна тура · c8 чорна тура · e8 чорний ферзь · f8 чорний слон · g8 чорний король · g7 чорний пішак · a6 чорний пішак · d6 чорний кінь · f6 чорний пішак · h6 чорний пішак · b5 чорний пішак · c5 білий слон · d5 білий пішак · e5 чорний пішак · f5 білий пішак · a4 білий пішак · b4 білий пішак · c4 чорний пішак · c3 білий пішак · h3 білий пішак · a2 біла тура · c2 білий слон · f2 білий ферзь · g2 білий пішак · a1 біла тура · g1 білий король | a8 чорна тура · c8 чорна тура · e8 чорний ферзь · f8 чорний слон · g8 чорний король · g7 чорний пішак · a6 чорний пішак · d6 чорний кінь · f6 чорний пішак · h6 чорний пішак · b5 чорний пішак · c5 білий слон · d5 білий пішак · e5 чорний пішак · f5 білий пішак · a4 білий пішак · b4 білий пішак · c4 чорний пішак · c3 білий пішак · h3 білий пішак · a2 біла тура · c2 білий слон · f2 білий ферзь · g2 білий пішак · a1 біла тура · g1 білий король | a8 чорна тура · c8 чорна тура · e8 чорний ферзь · f8 чорний слон · g8 чорний король · g7 чорний пішак · a6 чорний пішак · d6 чорний кінь · f6 чорний пішак · h6 чорний пішак · b5 чорний пішак · c5 білий слон · d5 білий пішак · e5 чорний пішак · f5 білий пішак · a4 білий пішак · b4 білий пішак · c4 чорний пішак · c3 білий пішак · h3 білий пішак · a2 біла тура · c2 білий слон · f2 білий ферзь · g2 білий пішак · a1 біла тура · g1 білий король | a8 чорна тура · c8 чорна тура · e8 чорний ферзь · f8 чорний слон · g8 чорний король · g7 чорний пішак · a6 чорний пішак · d6 чорний кінь · f6 чорний пішак · h6 чорний пішак · b5 чорний пішак · c5 білий слон · d5 білий пішак · e5 чорний пішак · f5 білий пішак · a4 білий пішак · b4 білий пішак · c4 чорний пішак · c3 білий пішак · h3 білий пішак · a2 біла тура · c2 білий слон · f2 білий ферзь · g2 білий пішак · a1 біла тура · g1 білий король | a8 чорна тура · c8 чорна тура · e8 чорний ферзь · f8 чорний слон · g8 чорний король · g7 чорний пішак · a6 чорний пішак · d6 чорний кінь · f6 чорний пішак · h6 чорний пішак · b5 чорний пішак · c5 білий слон · d5 білий пішак · e5 чорний пішак · f5 білий пішак · a4 білий пішак · b4 білий пішак · c4 чорний пішак · c3 білий пішак · h3 білий пішак · a2 біла тура · c2 білий слон · f2 білий ферзь · g2 білий пішак · a1 біла тура · g1 білий король | 3 |
| 2 | a8 чорна тура · c8 чорна тура · e8 чорний ферзь · f8 чорний слон · g8 чорний король · g7 чорний пішак · a6 чорний пішак · d6 чорний кінь · f6 чорний пішак · h6 чорний пішак · b5 чорний пішак · c5 білий слон · d5 білий пішак · e5 чорний пішак · f5 білий пішак · a4 білий пішак · b4 білий пішак · c4 чорний пішак · c3 білий пішак · h3 білий пішак · a2 біла тура · c2 білий слон · f2 білий ферзь · g2 білий пішак · a1 біла тура · g1 білий король | a8 чорна тура · c8 чорна тура · e8 чорний ферзь · f8 чорний слон · g8 чорний король · g7 чорний пішак · a6 чорний пішак · d6 чорний кінь · f6 чорний пішак · h6 чорний пішак · b5 чорний пішак · c5 білий слон · d5 білий пішак · e5 чорний пішак · f5 білий пішак · a4 білий пішак · b4 білий пішак · c4 чорний пішак · c3 білий пішак · h3 білий пішак · a2 біла тура · c2 білий слон · f2 білий ферзь · g2 білий пішак · a1 біла тура · g1 білий король | a8 чорна тура · c8 чорна тура · e8 чорний ферзь · f8 чорний слон · g8 чорний король · g7 чорний пішак · a6 чорний пішак · d6 чорний кінь · f6 чорний пішак · h6 чорний пішак · b5 чорний пішак · c5 білий слон · d5 білий пішак · e5 чорний пішак · f5 білий пішак · a4 білий пішак · b4 білий пішак · c4 чорний пішак · c3 білий пішак · h3 білий пішак · a2 біла тура · c2 білий слон · f2 білий ферзь · g2 білий пішак · a1 біла тура · g1 білий король | a8 чорна тура · c8 чорна тура · e8 чорний ферзь · f8 чорний слон · g8 чорний король · g7 чорний пішак · a6 чорний пішак · d6 чорний кінь · f6 чорний пішак · h6 чорний пішак · b5 чорний пішак · c5 білий слон · d5 білий пішак · e5 чорний пішак · f5 білий пішак · a4 білий пішак · b4 білий пішак · c4 чорний пішак · c3 білий пішак · h3 білий пішак · a2 біла тура · c2 білий слон · f2 білий ферзь · g2 білий пішак · a1 біла тура · g1 білий король | a8 чорна тура · c8 чорна тура · e8 чорний ферзь · f8 чорний слон · g8 чорний король · g7 чорний пішак · a6 чорний пішак · d6 чорний кінь · f6 чорний пішак · h6 чорний пішак · b5 чорний пішак · c5 білий слон · d5 білий пішак · e5 чорний пішак · f5 білий пішак · a4 білий пішак · b4 білий пішак · c4 чорний пішак · c3 білий пішак · h3 білий пішак · a2 біла тура · c2 білий слон · f2 білий ферзь · g2 білий пішак · a1 біла тура · g1 білий король | a8 чорна тура · c8 чорна тура · e8 чорний ферзь · f8 чорний слон · g8 чорний король · g7 чорний пішак · a6 чорний пішак · d6 чорний кінь · f6 чорний пішак · h6 чорний пішак · b5 чорний пішак · c5 білий слон · d5 білий пішак · e5 чорний пішак · f5 білий пішак · a4 білий пішак · b4 білий пішак · c4 чорний пішак · c3 білий пішак · h3 білий пішак · a2 біла тура · c2 білий слон · f2 білий ферзь · g2 білий пішак · a1 біла тура · g1 білий король | a8 чорна тура · c8 чорна тура · e8 чорний ферзь · f8 чорний слон · g8 чорний король · g7 чорний пішак · a6 чорний пішак · d6 чорний кінь · f6 чорний пішак · h6 чорний пішак · b5 чорний пішак · c5 білий слон · d5 білий пішак · e5 чорний пішак · f5 білий пішак · a4 білий пішак · b4 білий пішак · c4 чорний пішак · c3 білий пішак · h3 білий пішак · a2 біла тура · c2 білий слон · f2 білий ферзь · g2 білий пішак · a1 біла тура · g1 білий король | a8 чорна тура · c8 чорна тура · e8 чорний ферзь · f8 чорний слон · g8 чорний король · g7 чорний пішак · a6 чорний пішак · d6 чорний кінь · f6 чорний пішак · h6 чорний пішак · b5 чорний пішак · c5 білий слон · d5 білий пішак · e5 чорний пішак · f5 білий пішак · a4 білий пішак · b4 білий пішак · c4 чорний пішак · c3 білий пішак · h3 білий пішак · a2 біла тура · c2 білий слон · f2 білий ферзь · g2 білий пішак · a1 біла тура · g1 білий король | 2 |
| 1 | a8 чорна тура · c8 чорна тура · e8 чорний ферзь · f8 чорний слон · g8 чорний король · g7 чорний пішак · a6 чорний пішак · d6 чорний кінь · f6 чорний пішак · h6 чорний пішак · b5 чорний пішак · c5 білий слон · d5 білий пішак · e5 чорний пішак · f5 білий пішак · a4 білий пішак · b4 білий пішак · c4 чорний пішак · c3 білий пішак · h3 білий пішак · a2 біла тура · c2 білий слон · f2 білий ферзь · g2 білий пішак · a1 біла тура · g1 білий король | a8 чорна тура · c8 чорна тура · e8 чорний ферзь · f8 чорний слон · g8 чорний король · g7 чорний пішак · a6 чорний пішак · d6 чорний кінь · f6 чорний пішак · h6 чорний пішак · b5 чорний пішак · c5 білий слон · d5 білий пішак · e5 чорний пішак · f5 білий пішак · a4 білий пішак · b4 білий пішак · c4 чорний пішак · c3 білий пішак · h3 білий пішак · a2 біла тура · c2 білий слон · f2 білий ферзь · g2 білий пішак · a1 біла тура · g1 білий король | a8 чорна тура · c8 чорна тура · e8 чорний ферзь · f8 чорний слон · g8 чорний король · g7 чорний пішак · a6 чорний пішак · d6 чорний кінь · f6 чорний пішак · h6 чорний пішак · b5 чорний пішак · c5 білий слон · d5 білий пішак · e5 чорний пішак · f5 білий пішак · a4 білий пішак · b4 білий пішак · c4 чорний пішак · c3 білий пішак · h3 білий пішак · a2 біла тура · c2 білий слон · f2 білий ферзь · g2 білий пішак · a1 біла тура · g1 білий король | a8 чорна тура · c8 чорна тура · e8 чорний ферзь · f8 чорний слон · g8 чорний король · g7 чорний пішак · a6 чорний пішак · d6 чорний кінь · f6 чорний пішак · h6 чорний пішак · b5 чорний пішак · c5 білий слон · d5 білий пішак · e5 чорний пішак · f5 білий пішак · a4 білий пішак · b4 білий пішак · c4 чорний пішак · c3 білий пішак · h3 білий пішак · a2 біла тура · c2 білий слон · f2 білий ферзь · g2 білий пішак · a1 біла тура · g1 білий король | a8 чорна тура · c8 чорна тура · e8 чорний ферзь · f8 чорний слон · g8 чорний король · g7 чорний пішак · a6 чорний пішак · d6 чорний кінь · f6 чорний пішак · h6 чорний пішак · b5 чорний пішак · c5 білий слон · d5 білий пішак · e5 чорний пішак · f5 білий пішак · a4 білий пішак · b4 білий пішак · c4 чорний пішак · c3 білий пішак · h3 білий пішак · a2 біла тура · c2 білий слон · f2 білий ферзь · g2 білий пішак · a1 біла тура · g1 білий король | a8 чорна тура · c8 чорна тура · e8 чорний ферзь · f8 чорний слон · g8 чорний король · g7 чорний пішак · a6 чорний пішак · d6 чорний кінь · f6 чорний пішак · h6 чорний пішак · b5 чорний пішак · c5 білий слон · d5 білий пішак · e5 чорний пішак · f5 білий пішак · a4 білий пішак · b4 білий пішак · c4 чорний пішак · c3 білий пішак · h3 білий пішак · a2 біла тура · c2 білий слон · f2 білий ферзь · g2 білий пішак · a1 біла тура · g1 білий король | a8 чорна тура · c8 чорна тура · e8 чорний ферзь · f8 чорний слон · g8 чорний король · g7 чорний пішак · a6 чорний пішак · d6 чорний кінь · f6 чорний пішак · h6 чорний пішак · b5 чорний пішак · c5 білий слон · d5 білий пішак · e5 чорний пішак · f5 білий пішак · a4 білий пішак · b4 білий пішак · c4 чорний пішак · c3 білий пішак · h3 білий пішак · a2 біла тура · c2 білий слон · f2 білий ферзь · g2 білий пішак · a1 біла тура · g1 білий король | a8 чорна тура · c8 чорна тура · e8 чорний ферзь · f8 чорний слон · g8 чорний король · g7 чорний пішак · a6 чорний пішак · d6 чорний кінь · f6 чорний пішак · h6 чорний пішак · b5 чорний пішак · c5 білий слон · d5 білий пішак · e5 чорний пішак · f5 білий пішак · a4 білий пішак · b4 білий пішак · c4 чорний пішак · c3 білий пішак · h3 білий пішак · a2 біла тура · c2 білий слон · f2 білий ферзь · g2 білий пішак · a1 біла тура · g1 білий король | 1 |
|   | a | b | c | d | e | f | g | h |   |

Суперкомп'ютер знаходився в окремому приміщенні, за шахівницею проти Каспарова сидів представник команди IBM Фен-Сюн Сюй, що був біля витоків проекту. Усе спілкування з Deep Blue Фен-Сюн Сюй здійснював через спеціальний монітор. Теоретично між монітором в ігровій кімнаті і суперкомп'ютером міг бути і впливати на хід партії спеціально запрошений шахіст.
У другій партії матчу 1997 року Каспаров, опинившись у складній ситуації, пожертвував пішака, Deep Blue задумався над 37-м ходом на 15 хвилин, хоча зазвичай на «роздуми» над ходом він витрачав 3 хвилини, і відмовився від жертви, зігравши Ce4. Після 45-го ходу білих Каспаров здався. Післяматчевий аналіз показав, що чорні могли форсувати нічию вічним шахом через неточний останній хід білих. У шостій, останній, партії Каспаров прогледів або свідомо допустив відому теорії жертву фігури за ініціативу, але коли Deep Blue її прийняв, захищався погано і зазнав поразки вже на 19-му ході.
Після матчу Каспаров вимагав надати лог-файл партії. Деталі того, як «думала» програма, не були надані, і Каспаров звинуватив IBM у шахрайстві. На думку Каспарова, у декількох випадках комп'ютеру могла допомагати людина, оскільки програма грала з перепадами, періодично вибираючи ходи, нехарактерні для комп'ютерів.
У січні 2003 року Каспаров зіграв матч проти шахової програми Deep Junior. Матч складався з 6 ігор зі стандартним контролем часу. Призовий фонд поєдинку становив $ 1 млн. Найсильніша, на той час, програма для персональних комп'ютерів працювала на операційній системі Windows Server 2000 з 8 процесорами Intel Xeon 1,6 ГГц. Каспаров використав «антикомп'ютерну» стратегію, виграв першу партію і мав значну перевагу в другій, проте звів її внічию. У третій партії він припустився грубого прорахунку і здався на 34 ході. У решті партій Каспаров був обережним і звів їх до швидких нічиїх. Результат матчу — 3:3.
У листопаді 2003 року відбувся матч Каспаров проти Fritz X3D (версія Deep Fritz з тривимірним інтерфейсом). Відповідно до умов матчу людині потрібно було грати у спеціальних 3D окулярах. Deep Fritz працював на комп'ютері з 4 процесорами Intel Xeon. За рік до цього та ж програма зіграла унічию в аналогічному за правилами поєдинку з Володимиром Крамником. Зустріч пройшла в Нью-Йорку. У матчі з 4-х партій при одній перемозі, одній поразці і двох нічиїх був досягнутим рівний результат 2:2. Цікаво зазначити, що у четвертій партії Deep Fritz неочікувано запропонував жертву Ферзя, але гросмейстер відмовився від жертви і спокійно довів гру до нічийної позиції. Каспаров отримав за результатами поєдинку $175 тис. і золоту статуетку.
Deep Junior і Deep Fritz є комерційними програмами зі швидкістю оцінювання близько 3-4 млн позиції в секунду (2003 рік). Копії програм були надані Каспарову перед матчем для аналізу. Комп'ютер з програмою знаходився безпосередньо у ігровому залі. Підозр у шахрайстві зі сторони Каспарова не було виявлено. У підсумку матчу з Deep Junior Каспаров поділився думкою про те, що через декілька років у людини не буде жодних шансів у протистояннях з шаховими програмами.

### Ексчемпіон світу

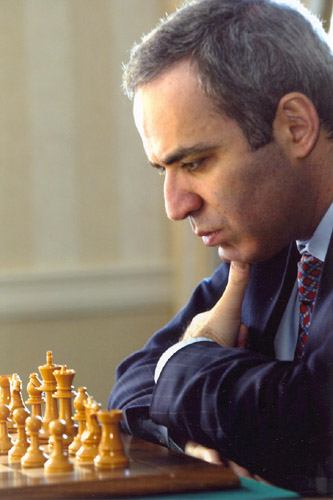
Гаррі Каспаров, 2003 рік

Протягом 2001 року Каспаров виграв три турніри поспіль. Першим змаганням у ранзі ексчемпіона світу для нього став турнір у Вейк-ан-Зее. Каспаров набрав 9 з 13 й на пів-очка обійшов Ананда, Крамник поділив 3-4 місця. Потім Каспаров виграв щорічний турнір у Лінаресі (7½ з 10) і турнір в Астані. В Астані перед останнім туром Каспаров відставав від Крамника на пів-очка, але зумів перемогти у вирішальній зустрічі, здобувши першу перемогу над Крамником з 1997 року. Наступного року Каспаров знову виграв у Лінаресі (8 з 12, півтора очки відриву від нового чемпіона світу ФІДЕ Руслана Пономарьова).
У вересні 2002 року Каспаров у складі збірної Росії взяв участь у матч-турнірі «Збірна Росії проти збірної світу». Він зіграв десять партій, вигравши одну і програвши три. За результатами збірна світу перемогла з рахунком 52:48, а Каспаров показав свій найгірший у житті результат у командних змаганнях. У жовтні-листопаді того ж року Каспаров зіграв свою останню олімпіаду в Бледі, на якій Росія знову посіла перше місце. За першою шахівницею він набрав 7½ очок з 9, цей результат відповідав рейтингу 2933, і за цим показником виступ Каспарова став абсолютно найкращим на олімпіаді.
Лінарес 2003 року виявився невдалим, Каспаров поділив 3-4 місця з Анандом. У другому турі Каспаров програв виграшну позицію у партії з п'ятнадцятирічним Теймуром Раджабовим. Коли на закритті було оголошено, що цю партію визнано найгарнішою на турнірі, Каспаров прилюдно заявив, що розцінює цей вибір як публічну образу та приниження. У 2004 році Каспаров уперше зіграв у чемпіонаті Росії з шахів. У 57-му чемпіонаті країни зіграли десять найсильніших шахістів, за винятком Крамника та Карпова. Каспаров переміг з результатом +5 -0 =5 і випередив Грищука на півтора очки.
Каспаров заявив про завершення спортивної кар'єри 10 березня 2005 року на пресконференції після закінчення супертурніру в Лінаресі. На ньому Каспаров набрав рівну кількість очок з Топаловим, від якого зазнав єдиної поразки в останньому турі, але за додатковими показниками (кількість перемог чорним кольором) був оголошений переможцем. Своє рішення Каспаров пояснив нестачею мотивації — він досягнув у шахах всього — і тим, що йому так і не надали можливості знову поборотись за титул чемпіона світу після поразки від Крамника (а саме не відбувся матч проти чемпіона світу ФІДЕ Пономарьова). Каспаров також сказав, що планує у майбутньому виступати в бліцтурнірах та інших показових заходах, а своїми основними пріоритетами зробить роботу над книжками і участь у російській політиці.

### Після виходу з шахового спорту
У вересні 2009 року Каспаров і Карпов зіграли у Валенсії матч з 12 партій у швидкі шахи і бліц. Каспаров виграв з рахунком 9:3. Тоді стало відомо, що Каспаров того ж року працював особистим тренером норвезького гросмейстера Магнуса Карлсена, який на той момент у 18 років займав четверту позицію у світовому рейтингу. Каспаров і Карлсен зустрічались декілька разів на рік для тренувальних сесій. Спільна робота завершилась у березні 2010 року, до цього часу Карлсен очолив рейтинговий список. Пізніше Карлсен заявив, що він став відповідальним за свої кар'єрні рішення, але продовжить підтримувати контакти з Каспаровим.
Восени того ж 2010 року Каспаров підтримав Карпова, який балотувався на пост президента ФІДЕ. Однак на виборах переміг чинний президент Кірсан Ілюмжинов.
У 2014 році Каспаров, балотуючись від Хорватії, сам став суперником Ілюмжинова на чергових виборах. Він побудував кампанію на критиці ФІДЕ як корумпованої організації і Ілюмжинова як союзника диктаторського режиму Путіна. У свою чергу, Ілюмжинов звинувачував Каспарова у намаганні підкупити голоси делегатів: у результаті витоку інформації став доступним загалу проект угоди між Каспаровим і членом його команди генеральним секретарем ФІДЕ Ігнатусом Леонгом, за якою Леонг за плату повинен забезпечити голосування за Каспарова азійських делегатів. З рахунком 110:61 на виборах переміг Ілюмжинов. У вересні 2015 року комісія з етики ФІДЕ визнала Каспарова і Леонга винними у порушенні пункту 2.1 морального кодексу ФІДЕ, який забороняє пропонувати чи брати хабар з метою вчинення впливу на результат шахової партії або виборів на посаду у ФІДЕ.
21 жовтня 2015 року ФІДЕ відсторонила Каспарова і Леонга від будь-якої офіційної діяльності, пов'язаної з шахами. «Каспаров і Леонг позбавлені права займати будь-яку посаду у ФІДЕ, зокрема в національних федераціях, що входять до неї, континентальних асоціаціях, афілійованих організаціях, а також брати участь у засіданнях ФІДЕ як делегат, представник чи член протягом двох років», — вказано у заяві організації.

## Внесок у шахи і оцінка

### Оцінка, досягнення
Багато спеціалістів вважають Каспарова найкращим шахістом в історії (на друге місце зазвичай ставлять Фішера). Каспаров одинадцять разів отримував «Оскар» найкращому шахісту року: у 1982—1983, 1985—1988, 1995—1996, 1999, 2001—2002 роках. У період з 1981 по 1991 рік він посів або поділив перше місце у всіх турнірах, у яких брав учать. У 1999 році рейтинг Ело Каспарова досяг рекордного — 2851 бал, який тримався 13,5 року. 10 грудня 2012 року Магнус Карлсен досяг неофіційного рейтингу — 2861 бал, з яким очолив черговий реліз рейтингу в січні 2013 року. Каспаров очолював рейтинг-лист із 1985 по 2006 рік, за винятком двох коротких відрізків: у 1993—1994 роках ФІДЕ виключила його через проведення матчу з Шортом під егідою ПША, а в одному з релізів 1997 року він розділяв перше місце з Крамником. 1 січня 2006 року Каспаров займав перше місце з коефіцієнтом 2812, але згідно з правилами ФІДЕ був виключеним з рейтинг-ліста з 1 квітня 2006 року, оскільки не брав участі в турнірах протягом минулих 12 місяців. У 2007 році авторитетна міжнародна консалтингова компанія Synetics оприлюднила рейтинг 100 живих на цей час геніїв у галузях науки, політики, мистецтва та підприємництва. Каспаров займає у ньому 25-те місце.
Суперництво Каспарова і Карпова (нерідко їх називають «два К» не має аналогів у історії шахів. За шість років вони провели 5 матчів і зіграли 144 партії. Довгий час між Карповим і Каспаровим були особиста неприязнь. Протистояння двох шахістів мало і політичний підтекст: Карпов завжди підтримувався радянським керівництвом, а Каспаров був молодим і популярним, охоче давав відверті інтерв'ю і, особливо на Заході, мав ореол бунтівника, хоч і ніколи не був дисидентом. Перемога Каспарова збігалася з початком перебудови у СРСР.

### Стиль гри, спортивні якості
Каспаров був різнобічним шахістом, у епоху розквіту свого таланту він майже не мав слабких місць. Його партії характеризуються динамічним стилем гри з акцентом на тактику, багатою фантазією, глибиною стратегії, тонким розрахунком й оригінальними дебютними ідеями. Володимир Крамник назвав Каспарова шахістом практично без слабких місць. Сергій Шипов відносив до небагатьох недоліків Каспарова морально-вольові якості (імпульсивність і психологічну нестійкість) і зайву опору на розрахунок варіантів, яка може привести до перевтоми та помилок.
Кумиром Каспарова з дитинства був Олександр Алехін. На формування Каспарова як шахіста вплинуло те, що він з дитинства опинився у хороших тренерів. У юному віці талановитий бакинський школяр зустрівся з досвідченими педагогами Олександром Нікітіним і Олександром Шакаровим, що визначило розвиток здібностей Каспарова. У тактиці і комбінаційній грі майбутній гросмейстер був сильним ще з самого дитинства, позиційне мислення формувалось поступово в ході поєдинків з найкращими гравцями світу. Потрапивши в 1973 році до школи Ботвинника юний Гаррі відразу привернув до себе увагу. Патріарх радянських шахів відгукнувся про бакинського школяра: «Швидкодія і об'єм пам'яті Гаррі є неймовірними. Він розраховує глибокі варіанти і знаходить неочікувані ходи. Сила комбінаційного бачення ріднить його з самим Алехіним».
У юнацькому віці для Гаррі була характерною імпульсивність гри і схильність до дещо авантюрних продовжень, але з роками він набув необхідної для гри на вищому рівні урівноваженості. Роберт Бірн назвав Карпова і Каспарова двома полюсами гри. Граючи за чорних Карпов, навіть зі слабшими суперниками, віддавав перевагу діям від захисту. Натомість Каспаров шукав будь-яку можливість, щоб захопити контроль і перейти в атаку незалежно від кольору фігур. Перевагою Каспарова було вміння учитися, вміння переймати у своїх суперників їх сильні сторони. Ця якість яскраво проявилась у 24-й заключній партії матчу за світову першість 1987 року, коли Каспарову була потрібна лише перемога. Він переграв Карпова його ж зброєю, холоднокровним нарощуванням позиційного тиску. Як відгукнувся про партію Марк Тайманов, у ній Каспаров здобув перемогу, здолавши свій природний темперамент терплячим маневруванням у класичному стилі.
За визнанням Грема Берджеса, Ендрю Солтіса, Сергія Шипова та інших провідних шахових експертів одним з найвищих творчих досягнень стала 16-та партія поєдинку 1985 року з Анатолієм Карповим. Її значимість полягає ще у тому, що вона трапилась у матчі за першість світу, у складному психологічному протистоянні двох найкращих шахістів планети.

### Внесок у теорію дебютів
Гаррі Каспаров зробив свій внесок у дебютну теорію. Багатьом дослідженням дала поштовх серія матчів з Карповим, а у 1990-х Каспаров систематично розробляв нові варіанти з комп'ютерними програмами. Улюбленими дебютними системами Каспарова були сицилійський і староіндійський захисти. Основи роботи над дебютним репертуаром були закладені ще у юному віці у співпраці з Шакаровим, який займався збором і систематизацією матеріалу, а потім став хранителем інформаційного банку Каспарова. Революційним для шахів стало активне залучення до аналізу комп'ютерних програм, і перші кроки в цьому напрямку зробив саме Каспаров із командою.
Каспаров «реанімував» шотландську партію в змаганнях на найвищому рівні. Він успішно використовував цей дебют, що традиційно вважався застарілим, у матчі 1990 року проти Карпова і в матчах з Шортом й Анандом. Одне з відгалужень сицилійського захисту у варіанті Паульсена (система «їжак») отримало назву «гамбіт Делі-Каспарова» (B44): 1.e4 c5 2.Кf3 e6 3.d4 cd 4.К: d4 Кc6 5.Кb5 d6 6.c4 Кf6 7.К1c3 a6 8.Кa3 d5!? 9.cd ed 10.ed Кb4. Цей варіант Каспаров застосував у дванадцятій та шістнадцятій партіях матчу з Карповим 1985 року, у другій з цих партій Каспаров здобув ефектну перемогу. Варіант було спростовано Карповим декілька місяців по тому в партії з Джоном ван дер Вілем, однак при першому використанні новинка досягнула своєї цілі. Інший відомий випадок перемоги у важливій партії завдяки дебютній новинці — десята партія матчу з Анандом. На 14-му ході у відомій позиції відкритого варіанту іспанської партії Каспаров втілив нову ідею з жертвою тури, що забезпечило вирішальну атаку.
Також перу Каспарова належить декілька книг з дебютної теорії, написаних ним у співавторстві.

## Особисте життя
Каспаров був одруженим тричі і має дітей від кожного шлюбу.
1989 року він одружився з випускницею філологічного факультету МДУ і гідом-перекладачем Інтуриста Марією Араповою, з якою познайомився за три роки до цього. У 1992 році народилась донька Поліна, у 1993 році подружжя розійшлось. Згодом Марія з донькою переїхали до США.
1996 року Каспаров одружився з 18-річною студенткою-економісткою Юлією Вовк. Наприкінці цього ж року в них народився син Вадим. У 2005 році шлюб розпався.
У 1984—1986 роках у Каспарова був роман з актрисою Мариною Нейоловою (нар. 1947). Деякі джерела називають Каспарова батьком доньки Нейолової Ніки (народилась у 1987 році). У книзі «Дитина змін» Каспаров спростував це твердження, пізніше в інтерв'ю не давав чіткої відповіді. Нейолова ніколи не давала публічних коментарів.
2005 року Каспаров одружився з Дарією Тарасовою із Санкт-Петербурга. 2006 року в них народилась донька Аїда, 6 липня 2015 — син Микола.
Каспаров є власником нерухомості в Москві, Санкт-Петербурзі, Нью-Йорку та Нью-Джерсі.
У лютому 2014 року отримав громадянство Хорватії, де має будинок у приморському курортному містечку Макарська. 2013 року Каспаров звертався щодо отримання громадянства Латвії, але йому відмовили.

## Громадсько-політична діяльність
1984 року вступив до лав КПРС, його обирали членом ЦК ВЛКСМ. 1990 року вийшов з КПРС. У травні 1990 брав участь у створенні Демократичної партії Росії (ДПР), у червні 1993 — у створенні передвиборчого блоку «Вибір Росії». 1996 року взяв участь у передвиборчій кампанії Бориса Єльцина. Був акціонером радіостанції «Ехо Москви», проте продав усі акції, що належали йому, підприємцеві Володимирові Гусинському.

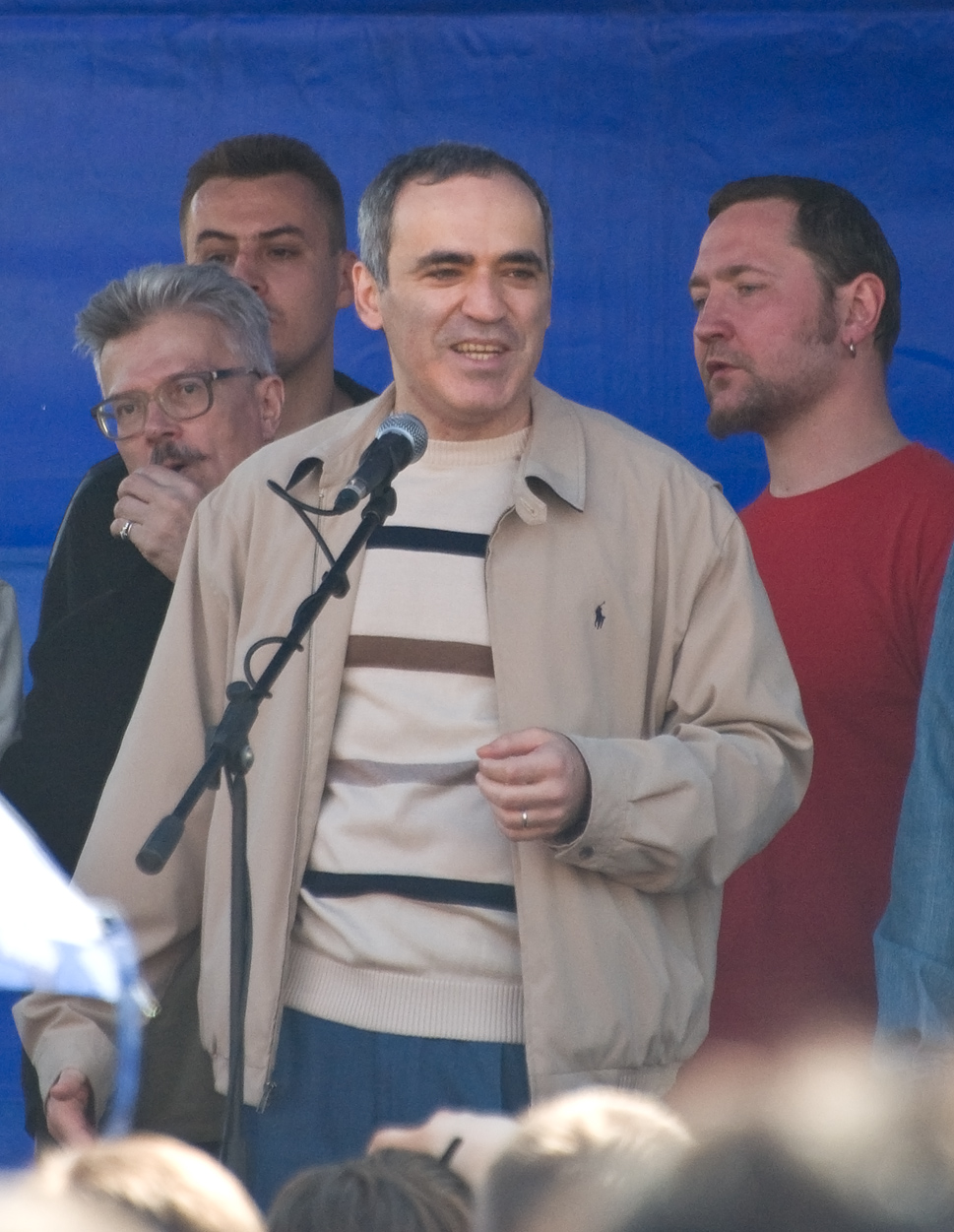
Каспаров — учасник мітингу «Маршу Незгодних» (2008)

Виступив з різкою критикою Путіна під час його перебування на посту Президента Росії і в подальший період. 2005 року очолив створений ним різко опозиційний «Об'єднаний цивільний фронт». Бере участь в опозиційному об'єднанні «Інша Росія» і є активним учасником «маршів незгодних». Раніше також Каспаров був головою «Комітету-2008: вільний вибір». Є співголовою всеросійського громадянського конгресу «Росія за демократію, проти диктатури».
30 вересня 2007 почалася процедура висунення Каспарова в кандидати на посаду президента Росії на березневих виборах 2008 коаліцією «Інша Росія», проте в реєстрації йому відмовили, оскільки з'їзд ініціативної групи, яка висувала Гаррі, не відбувся (як заявляли представники Каспарова, всі орендодавці, до яких зверталися, відмовилися надати приміщення для такого з'їзду).
2008 року став одним з організаторів опозиційного об'єднаного демократичного руху «Солідарність». У грудні 2008 на установчому з'їзді руху обраний членом федеральної політичної ради «Солідарності» й увійшов до складу Бюро федеральної політради руху.
У березні 2014 інтернет-сайт kasparov.ru став одним з чотирьох ресурсів, які заблокував Роскомнадзор за вимогою Генеральної прокуратури РФ і без судового рішення. Відповідно до позиції прокуратури, вони містили «заклики до протиправної діяльності і участі в масових заходах, що проводяться з порушенням встановленого порядку». 6 серпня 2014 року Хамовнічеський суд Москви підтвердив законність блокування сайту.
2014 року виступав із засудженням захоплення Криму Росією і дій Росії у зв'язку з озброєним конфліктом на сході України, і закликав західних лідерів посилити тиск на Путіна. Гаррі Каспаров вважає Крим територією України. 5 грудня 2014 року в ефірі телепрограми Шустер Live, Каспарову вручили пам'ятну монету з символами падіння режимів Януковича i Путіна.
6 грудня 2014 в Києві дав сеанс одночасної гри з волонтерами та бійцями АТО. У грі брала участь і команда Міністерства молоді і спорту України, до якої також увійшли міністр Ігор Жданов і заступник міністра з питань європейської інтеграції Микола Мовчан. Після сеансу Каспаров підписав прапор України та два комплекти шахів. Ці речі утворили два лоти, що були продані через аукціон «Свій за свого» на користь волонтерської організації Народний Тил. На отримані кошти було закуплено голки для пункції пневмотораксу та кровоспинний препарат Celox.
Форум вільної Росії на чолі з Каспаровим, що зібрався у Вільнюсі в травні 2017 року, назвав путінську агресію «міжнародним злочином», засудив репресії проти кримських татар на окупованій території та закликав до виведення російських військових формувань з України..
У 2019 році взяв участь у конференції, присвяченій 80-річчю Пакту Молотова — Ріббентропа у Торонто, де був ключовим промовцем. Конференція за участю Христі Фріланд, інших відомих осіб Канади та дисидентів, як Андрій Санніков була організована посольствами країн Балтії, України та інших країн на відзначення Дня чорної стрічки — спомину про жертв нацистських і сталінських злочинів.

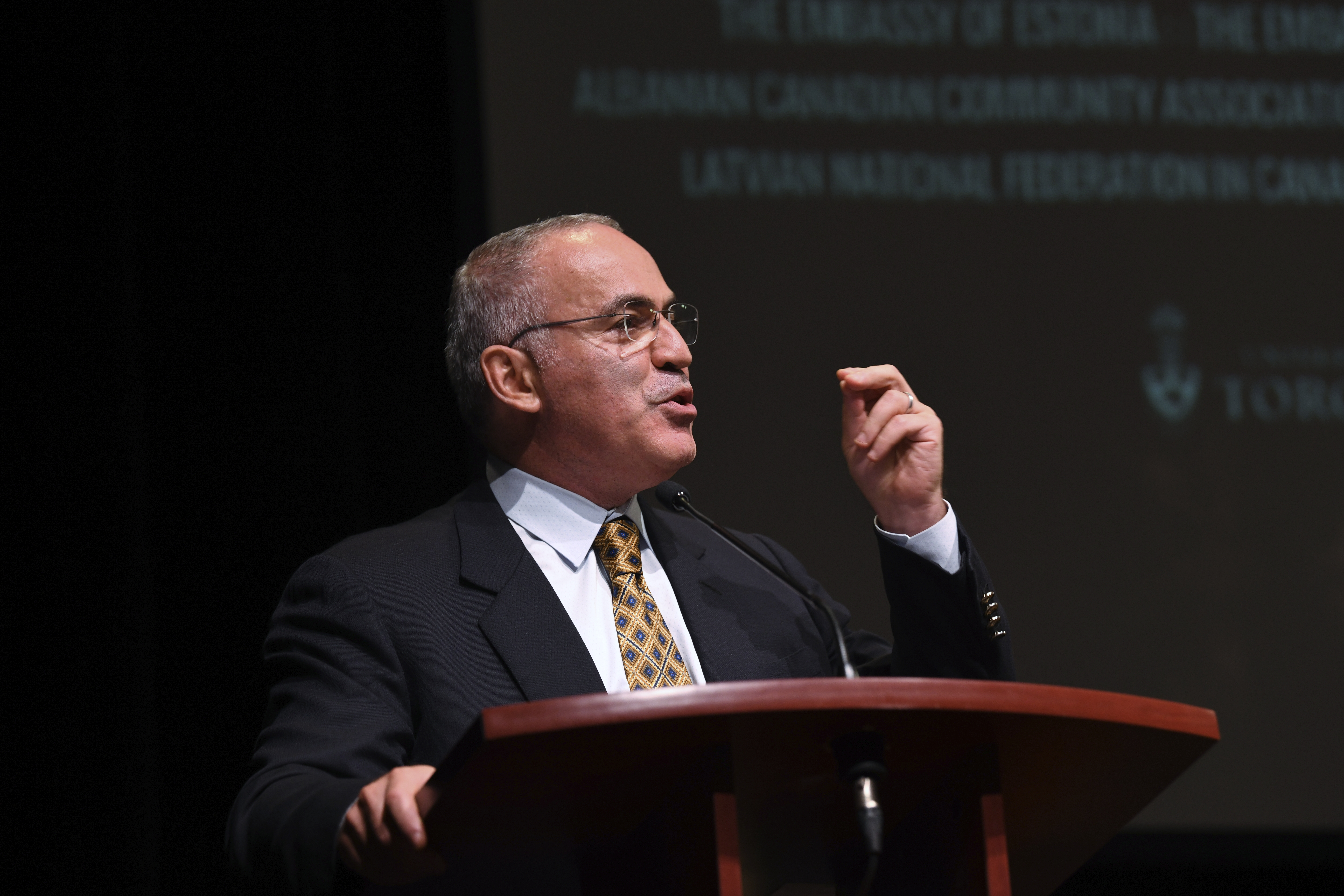
Гаррі Каспаров виступає на конференції «Nazi-Soviet Pact 80»
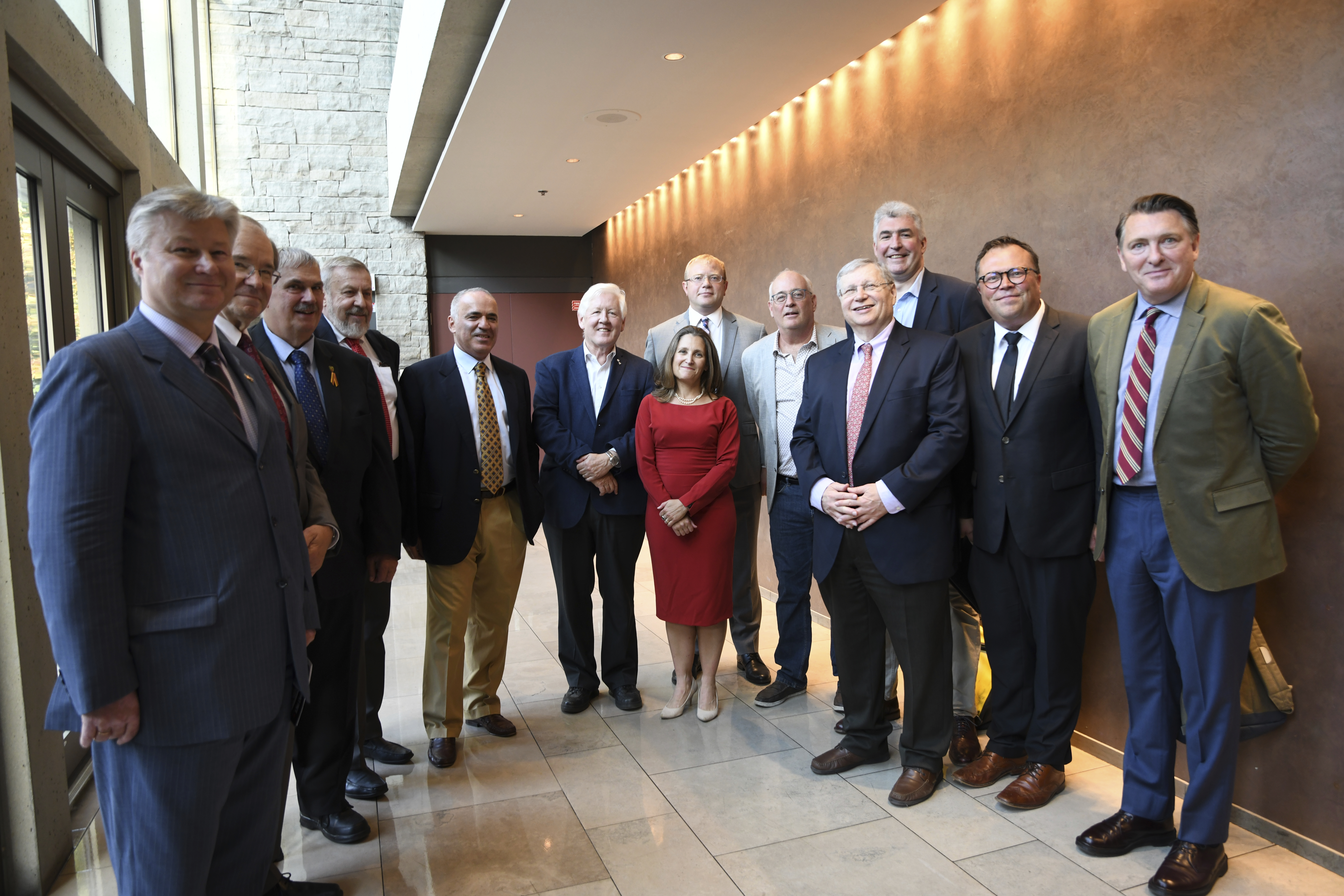
Гаррі Каспаров та Христя Фріланд серед ключових учасників конференції
Гаррі Каспаров та Христя Фріланд слухають виступи

## Підтримка України
Каспаров був центральним доповідачем міжнародної конференції, присвяченої річниці Пакту Молотова—Ріббентропа, де прирівняв путінську політику щодо України та країн Балтії до колишньої політики Гітлера. У 2022 засудив скандальні твіти Ілона Маска щодо «примирення України з Росією». 

## Підприємницька діяльність
У серпні 1990 року Каспаров став співзасновником радіостанції «Ехо Москви», а згодом був власником значного пакету акцій цієї радіостанції. У середині 1990-х років Каспаров продав приналежні йому акції «Ехо Москви» підприємцю Володимиру Гусинському. У той же період став засновником і керівником компанії «Каспаров-консалтинг», яка займалась консультуванням інвесторів і організацією авіаперевезень, а також співзасновником і керівником інвестфонду «Russia Growth Fund.» У 2001 році Каспаров заявив про припинення ведення бізнесу в Росії і про переведення активів за кордон.
У 1999 році, на хвилі світового буму інтернет-бізнесу, Каспаров і група ізраїльських підприємців заснували компанію Kasparov Chess Online, яка надавала платні інтернет-послуги з гри в шахи, навчанню гри тощо. На створення компанії і великого інтернет-порталу було витрачено 8 млн доларів США. Наприкінці 2002 року портал було закрито через відсутність фінансування, а компанію було ліквідовано у зв'язку зі збитковістю.
Було видано шахові програми, створені за участю Каспарова, і які використовували його ім'я:
- Kasparov's Gambit — розроблена Heuristic Software, видана Electronic Arts у 1993 році, платформа DOS.
- Virtual Kasparov — розроблена і видана Titus Software у 2001 році, платформи PlayStation і Game Boy Advance.
- «Шахи з Гаррі Каспаровим» (Kasparov Chessmate) — розроблена The Learning Company, видана Jamdat Mobile у 2003 році, платформи MS Windows,Palm OS, Mac OS.

У різний час Каспаров знімався у рекламних стрічках Pepsi, AltaVIsta і ING. У 2010 році, за словами Каспарова, основним джерелом його прибутку стало читання лекцій.

## Літературна діяльність
Протягом своєї кар'єри Каспаров багато публікувався як журналіст і написав низку книжок. 1985 року він видав збірник з 86 найкращих партій і 14 завершень, названий «Випробовування часом» (рос. «Испытание временем»). Коли Каспаров готувався до севільського матчу з Карповим (1987), вийшла його книжка «Два матчі» (рос. «Два матча»), що розказує про переможний матч за першість світу і про матч-реванш.
Великої популярності набула автобіографія «Дитя змін» (англ. «Child of Change»), що уперше вийшла друком англійською мовою 1987 року. Каспаров надиктував текст журналісту Дональду Трелфорду, який відтак провів літературну обробку тексту. Едвард Вінтер у рецензії звертав уваги на велику кількість перекручувань і замовчувань, охарактеризувавши при цьому книжку як високопрофесійну роботу і потенційний бестселер. 1989 року з'явилась перероблена версія автобіографії російською мовою під назвою «Поєдинок без меж» (рос. «Безлимитный поединок»).
Починаючи з 2003 року Каспаров разом із журналістом Дмитром Плісецьким випустив серію книжок «Мої великі попередники» (рос. «Мои великие предшественники»), що містила детальні біографії й аналізи партій видатних шахістів минулого. Останній, п'ятий, том з біографіями Карпова та Корчного було видано 2006 року. Перші томи разом із позитивними відгуками було розкритиковано за систематичні запозичування аналізів без коректної атрибуції і тиражування поширених помилок, томи з третього по п'ятий вже супроводжувались бібліографією.
2007 року Каспаров опублікував дві книжки — «Дебютна революція 70-х» (рос. «Дебютная революция 70-х») і «Шахи як модель життя» (рос. «Шахматы как модель жизни»). Перша книжка, написана в співавторстві з Плісецьким, присвячена змінам у теорії дебютів, що відбулись у 1970-х роках. На думку Каспарова, дебютна стратегія починаючи з цього моменту характеризується переходом від розробки конкретних варіантів до розробки універсальних схем, що застосовуються у різних дебютах. Одночасно з цим у той період було розроблено дебютні варіанти, що зводили нанівець раніше укладені канони, наприклад «їжак» і челябінський варіант у сицилійському захисті. Друга книжка є автобіографічною, у ній Каспаров описує, як шахи вплинули на його зайняття бізнесом і політикою.
1999 року Каспаров написав передмову в двадцяти двох сторінках до книжки А. Фоменка й Г. Носовського «Уведення до нової хронології. (Яке зараз століття?)» (рос. «Введение в Новую Хронологию. (Какой сейчас век?)»). У книзі описано теорію нової хронології, що розглядається науковою спільнотою як псевдонаукова. Каспаров у цілому підтримав висловлені в книзі ідеї. Надалі він неодноразово у друці та інтерв'ю заявляв, що сумнівається у правильності чинної хронології історичних подій. За словами А. Нікітіна, протягом якогось часу Каспаров навіть фінансував групу Фоменка. Пізніше він розчарувався у «Новій хронології». У книжці «Шахи як модель життя» Каспаров вже не згадував про неї.

### Книжки
- Сицилианская защита: Схевенинген. Москва: Физкультура и спорт, 1984. 240 с. (Теория дебютов). (У співавторстві з О. С. Нікітіним)
- Испытание временем. Баку: Азернешр, 1985. 297 с., [12] л. ил.
- Два матча: Матч и матч-реванш на первенство мира. Москва: Физкультура и спорт, 1987. 254, [2] с., [16] л. ил.
- Безлимитный поединок. Москва: Физкультура и спорт, 1989. 190, [2] с., [24] л. ил. (2-е изд.: Москва: Интербук, 1990. 189, [3] с., [8] л. ил.)
- Мои великие предшественники. Москва: РИПОЛ Классик, 2003—2006. (Великие шахматисты мира):

1. От Стейница до Алехина. 2003. 508 с., [16] л. ил. (Дод. тираж 2005).
2. От Эйве до Таля. 2003. 526, [1] с., [32] л. ил.
3. От Петросяна до Спасского. 2004. 381, [1] с., [24] л. ил.
4. Фишер и звезды Запада. 2005. 542, [1] с., [24] л. ил.
5. Карпов и Корчной. 2006. 526, [1] с., [24] л. ил.

- Позиция. Москва: ОГИ, 2005.
- Дебютная революция 70-х. Москва: РИПОЛ классик, 2007. 443, [3] с. (Современные шахматы).
- Шахматы как модель жизни. — М.: Эксмо, 2007. (книга спочатку вийшла англійською мовою (How life imitates chess); в англійському виданні згадується співавтор Mig Greengard[en]).
- Великое противостояние. Мои поединки с Анатолием Карповым. В 3 томах.

1. Том 1. 1975—1985 . Москва: Рипол 448 с.: 32 c. ил. 496 с. (у співпраці з Дмитром Плисецьким)
2. Том 2. 1986—1987. Москва: Рипол классик, 2009, 496 с.
3. Том 3. 1988—2009 Москва: Рипол классик, 2009.

27 березня 2015 року Каспаров презентував в Києві свою нову книгу — «Торгівля страхом». Це підбірка обраних політичних статей 2001—2015 року, серед яких пророцтво про наступ Росії на Україну від 2008 року.

## Погляди
Неодноразово заявляв, що поділяє сумніви деяких дослідників у правильності загальноприйнятої історичної хронології. Ця теорія найбільш відома як «Нова хронологія Фоменка», більшість учених вважає її псевдонауковою.
|  | Словом, питання у мене виникали давно, але я не наважувався задавати їх вголос, поки в 1996 році не прочитав книгу Анатолія Фоменка «Імперія». Тоді я вперше поставив під сумнів усю офіційну хронологію. Мені здається, у жодному випадку не можна говорити про школу Фоменка. Він провів важливу роботу компіляції, але це група людей, яка постійно сьогодні розростається, і вона розглядає всі історичні події в концепції розвитку всього людства в цілому. Ми намагаємося знайти якусь істину, і ми не завжди погоджуємося між собою, що це було так, а не отак. |

## Нагороди і премії
- «Шаховий Оскар» — 1982—1983, 1985—1988, 1995—1996, 1999, 2001—2002 роки.
- Орден Трудового Червоного Прапора (25 травня 1987 року) — за творчий внесок у розвиток радянської шахової школи.
- «Хранитель полум'я» — нагорода Центру політики безпеки (США) — 1991 рік.
- Орден Дружби народів (6 січня 1994 року) — за видатні спортивні досягнення і великий внесок у розвиток шахового мистецтва.

## Зміни рейтингу
| На цьому місці має відображатися графік чи діаграма, однак з технічних причин його відображення наразі вимкнено. Будь ласка, не видаляйте код, який викликає це повідомлення. Розробники вже працюють для того, щоби відновити штатне функціонування цього графіка або діаграми. | |
| | На цьому місці має відображатися графік чи діаграма, однак з технічних причин його відображення наразі вимкнено. Будь ласка, не видаляйте код, який викликає це повідомлення. Розробники вже працюють для того, щоби відновити штатне функціонування цього графіка або діаграми. |